# Drugi svjetski rat
Drugi svjetski rat (1. rujna 1939. – 2. rujna 1945.) je bio međunarodni oružani sukob koji je izbio 21 godinu nakon Prvoga svjetskog rata. Vođen je na svim kontinentima osim Antarktike i na svim svjetskim oceanima, a u njemu su sudjelovale gotovo sve države koje su tada postojale.
Nakon što su Paktom Ribbentrop-Molotov i njegovim tajnim protokolom od 23. kolovoza 1939. godine (dan kojega je 2008. godine Europski parlament odredio Europskim danom sjećanja na žrtve svih totalitarnih i autoritarnih režima) Treći Reich i Sovjetski Savez bili dogovorili podjelu dijelova Srednje i Istočne Europe, već 1. rujna 1939. godine Njemačka napada Poljsku; taj dan slovi kao početak II. svjetskoga rata.
Sovjetski Savez se pridružuje napadačkim aktivnostima 14. – 17. rujna 1939. godine, okupiravši oko pola teritorija Poljske (ti se teritoriji do danas nalaze u sastavu Bjelorusije i Ukrajine), te cjelokupne teritorije Latvije i Estonije.
U svibnju i lipnju 1940. godine Njemačka munjevitim ratom (inovativni oblik rata omogućen masovnim i koncentriranim korištenjem zračnih i oklopnih snaga, radio-komunikacija, te masovnim korištenjem automobilskog/kamionskog prijevoza) vojno slama Nizozemsku, Belgiju (preko 600 000 belgijskih vojnika, tj. približno petina svih muškaraca u toj zemlji, bilo je zarobljeno nakon 18 dana rata; oko 70 000 njih će preostali dio rata provesti u njemačkom zarobljeništvu) i – na opće zaprepaštenje – velesilu Francusku (okupiravši prije toga u travnju 1940. god. Dansku i Norvešku), te 14. lipnja 1940. godine osvaja Pariz. Sovjetski Savez baš toga dana zahtijeva od Litve bezuvjetnu predaju, te odmah 15. lipnja vojno okupira i tu baltičku državu; prema prethodnomu dogovoru, ostavlja Njemačkoj nekoliko litavskih graničnih pokrajina. Prije kraja ljeta – opet u skladu s odredbama Pakta Ribbentrop-Molotov iz 1939. godine – Hitler i Staljin dijele državni teritorij Kraljevine Rumunjske: Sovjetski savez zauzima vojnom invazijom 28. srpnja 1940. od te zemlje Moldaviju (nakon raspada SSSR-a, Moldavija je neovisna država s rumunjskim kao službenim jezikom) i Sjevernu Bukovinu (danas u Ukrajini), a Njemačka „sprječava” invaziju Mađarske na Rumunjsku prisiljavanjem Rumunjske na ustupanje područja Sjeverne Transilvanije (približno veličine današnje Hrvatske, tada s oko 2,5 milijuna stanovnika) Mađarskoj, te u preostalom dijelu Rumunjske postavlja marionetski režim na čijemu je čelu general Ion Antonescu. Opskrba s Rumunjskih naftnih polja od ključnoga je značenja za Sile osovine, koje britanska pomorska blokada odsijeca od potrebnoga dotoka nafte iz inih područja, izuzev od nafte koja još uvijek dolazi s bogatih polja u Sovjetskom Savezu, te dijelom iz Irana, do kojega se može doći kopnenim putem preko neutralne Turske.
Nakon pobjede nad Francuskom, Njemačka ne uspijeva u zračnoj Bitki za Britaniju 1940. godine ostvariti zračnu nadmoć potrebnu za invaziju na Britaniju; na moru, Britanska mornarica potvrđuje svoju premoć.
U Travanjskom ratu 1941. godine Njemačka uz pomoć Italije, Bugarske i Mađarske okupira područje Kraljevine Jugoslavije; te odmah potom pokorava i Grčku koja se uz britansku pomoć već šest mjeseci odupirala napadima njemačke saveznice Italije.
Dana 22. lipnja 1941. godine Hitlerova Njemačka iznenadno napada svog dotadašnjega saveznika Sovjetski Savez. Staljin je - kako neki smatraju - bio iznenađen ovim potezom, makar je Sovjetski savez pod oružjem imao čak 5 milijuna ljudi, a industrijska je proizvodnja bila podređena proizvodnji oružja i ratnoga materijala; njemačke snage su zapravo bile malobrojnije i opremljene znatno manjim brojem teške borbene tehnike od Crvene armije. Saznanja njemačkih zapovjedništava o stvarnoj vojnoj snazi Sovjetskog Saveza i njegove vojne industruje su bila vrlo nedostatna. Njemačke napadačke snage će biti od prednjih postrojbi Crvene armije angažirane u ozbiljnoj borbi već na području Bjelorusije, te će potom masivna Bitka kod Smolenska potrajati od 10. lipnja sve do 10. rujna 1941. godine. Makar je tijekom te bitke njemački "Blitzkrieg" izgledao zaustavljenim - njemačke postrojbe su imale više od 100 tisuća mrtvih i ranjenih - naposljetku će Wehrmacht ondje razbiti Crvenu Armiju nanijevši još gubitke od približno 800 tisuća ljudi, i odatle nastaviti brzo napredovanje prema Kijevu i Moskvi. Sljedećih mjeseci uspijevaju njemačke snage uništiti mnogobrojne sovjetske postrojbe, osvojiti Kijev i doći pred vrata Moskve. Međutim, SSSR staje zbog toga njemačkoga napada na stranu Saveznika, što preokreće tijek rata.
Otprilike u isto vrijeme Fašistička Italija doživljava neuspjeh u invaziji Egipta pod britanskim protektoratom.
Na drugoj strani, Sovjetski Savez i Velika Britanija uspješno napadaju Njemačkoj skloni Iran, te osvajaju u kratkom ratu 25. kolovoza  – 17. rujna 1941. godine znatan dio njegova teritorija. Zauzeta područja na zapadu Irana ostati će pod okupacijom te dvije sile do kraja rata, uključujući i strateški važna iranska naftna polja koja su pala u britanske ruke, onemogućivši da se ta značajna proizvodnja iskoristi za njemačke potrebe.
Krajem 1941. nakon japanskoga napada na Pearl Harbor 7. prosinca 1941. god. Sjedinjene Američke Države uključuju se u rat koji konačno zahvaća gotovo čitav svijet. Japan - makar potpisnik Trojnog pakta s Njemačkom i Italijom - objektivno nije imao neki bliži savez s tim silama koje nisu imale ni posjeda ni znatnih interesa na Dalekom istoku; nakon već dvije godine rata nije se Japan uključio u ratna događanja - čak niti nakon što je Njemačka u lipnju 1941. god. zaratila s Japanskim suparnikom SSSR-om, s kojim je nedavne 1938. – 1939. vodio prilično ozbiljni Sovjetsko-Japanski rat. Međutim je zbog svojih imperijalnih pretenzija u Aziji Japan odlučio napasti posjede ratom oslabljenih Nizozemske (izbjeglička vlada te zamlje je u savezništvu s Britancima pod kolonijalnom vlašću držala Indoneziju) i Francuske (pod kontrolom Višijske Francuske su se bile francuske kolonije Kambodža, Laos i Vijetnam) - te ujedno Britansko Carstvo i Sjedinjene Američke Države koje su na Dalekom istoku također imale značajne posjede i držale znatne vojne efektive: te dvije velike zapadne sile i nadalje su predstavljale ozbiljnu zapreku afirmaciji Japana (koji se 1937. godi upustio u teški Drugi kineski-japanski rat, tj. u pokušaj ovladavanja ogromnom Kinom) kao potpunog vladara tog dijela svijeta, a Japan se mogao nadati da one neće moći ili htjeti punom snagom ratovati u Aziji. Po uzoru na Njemačko-Sovjetski Pakt Ribbentrop-Molotov iz 1939. godine, u sklopu priprema za rat sa zapadnim silama Japan je 13. travnja 1941. godine stupio u Sovjetsko - Japanski pakt o neutralnosti. Između SSSR-a i Japana potom neće biti nikakvih neprijateljstava sve dok rat u Europi nije bio definitivno okončan 1945. godine.
Japan se osloncem na svoje velike i već dosta iskusne vojne snage odvažio napasti SAD - neprijatelja s dvostruko većim stanovništvom i čak 9 puta većim industrijskim proizvodom. Takav odvažni potez počivao je u velikoj mjeri na pukoj nadi da SAD neće biti spremne na vođenje velikog, dugotrajnog i skupog rata koji će tražiti velike žrtve: japanski vojni vrh je iskazivao spremnost da sudjeluje u provođenju političke odluke za rat protiv SAD, ali uz iznošenje jasnih procjena da se Japan može nadati uspjehu tek ako američko javno mnijenje navede vodstvo SAD-a da odustane od ratovanja; ili eventualno međunarodne okolnosti prevagnu na japansku stranu. Dio političkog vrha Japana se tada zauzimao da se Japan pridruži ratu Njemačke protiv SSSR-a, kao isplativijoj prigodi za snaženje japanske pozicije u svijetu. Naposljetku je prevagnula okolnost da su SAD ekonomskim sankcijama i vojnoj pomoći Kini jako otežavale dugotrajno ratovanje Japana protiv te velike azijske zemlje: japansko vodstvo je ocijenilo da će prekidanje američke opskrbe kineskim vojnim snagama (preko Vijetnama pod francuskom kontrolom i Burme pod vlašću Britanaca: preostali pristup preko Indije i Tibeta je bio preko negostoljubivih planinskih putova neprohodnih za moderna vozila) i osvajanje izvora nafte i sirovina u francuskim i nizozemskim kolonijama vrijediti enormnog rizika započinjanja rata s najvećom industrijskom silom svijeta. Sa svoje strane, vodstvo Sjedinjenih Američkih Država je pogrešno vjerovalo da Japan i Njemačka usko surađuju u planiranju svojih aktivnosti - što uopće nije bilo točno: Njemačka nije obavijestila Japan o predstojećem napadu na SSSR, a Japan je sporazum o nenapadanju sa SSSR-om sklopio protivno njemačkim željama; naposljetku Japan nije upoznao Njemačku s planom da napadne SAD. Takve pogrešne prosudbe su pridonijele američkoj odluci da istovremeno uđe u rat s Njemačkom i Japanom.
Tijekom 1942. godine Japan bilježi znatne uspjehe oduzimajući Saveznicima golema područja u Aziji, od Indonezije i Filipina, do Burme i Singapura; u velikim pomorskim bitkama je međutim znatno oštećena snaga njegove flote čija obnova ne može pratiti tempo kojim američka industrija pridonosi izgradnji vojne sile SAD-a. Nijemci uspješno izlaze na kraj s ofenzivama Crvene Armije prema Ukrajini i Britanskih snaga iz Egipta prema Libiji. Sovjetski Savez, na drugoj strani, uspijeva obnoviti svoje ratne sposobnosti, u velikoj mjeri zahvaljujući preseljenju svoje ratne industrije u azijske predjele SSSR-a i usmjeravanju praktično svih proizvodnih i ljudskih kapaciteta SSSR-a u ratni napor: unatoč znatno manjoj ukupnoj industrijskoj proizvodnji i unatoč ozbiljnoj oskudici kojoj je bilo izloženo sovjetsko stanovništvo, naposljetku je Sovjetski Savez proizvodio daleko veće količine naoružanja i ratne opreme, negoli je proizvodnja industrije u Trećem Reichu i drugdje u okupiranoj Europi stavljala na raspolaganju njemačkim snagama. Kroz program zajma i najma, u Sovjetski savez dolaze i znatne količine hrane, strojeva, materijala za industrijsku proizvodnju, goriva, prijevoznih sredstava i naoružanja od zapadnih saveznika – tim je putem tako došlo oko 15 % zrakoplova i tenkova, te još veći dio kamiona i terenskih vozila koje je koristila Crvena armija. Krajem te godine njemačke vojne snage pokreću veliki prodor prema naftnim poljima u sovjetskom Azerbajdžanu, nastojeći osigurati neophodno gorivo; neuspjeh tog pokušaja označio je početak razdoblja u kojem će se početi redati neuspjesi Sila Osovine.
Međutim se već 1942. god. pokazuje da - nakon ulaska SSSR-a i SAD-a u rat na strani Saveznika - imaju Sile Osovine znatno manje stanovništvo i znatno manje gospodarske kapacitete: saveznička proizvodnja zrakoplova, tenkova, ratnih brodova i zapravo svake vrste ratnog materijala već prije kraja 1942. godine višestruko nadmašuje ono što uspijevaju proizvesti gospodarstva Sile Osovine. Očita razlika u vojnoj i gospodarskoj snazi će - nakon iscrpljivanja tijekom daljnjih nekoliko godina ratovanja - naposljetku rezultirati savezničkom pobjedom.
Početkom 1943. Sile Osovine trpe velike poraze. Italija je prisiljena na kapitulaciju iste godine, sovjetske snage su na istočnom bojištu krenule u protunapad, a napredovanje japanskih snaga na Tihom oceanu je zaustavljeno. Američke i britanske zračne snage provode teška bombardiranja Japana, te Njemačke i drugih zemalja Europe pod njemačkom kontrolom.
Tijekom 1944. godine saveznička bombardiranja dramatično pogađaju zalihe naftnih derivata, kapacitete za proizvodnju bioetanola i drugu naftnu industriju na područjima pod kontrolom Njemačke. Njemački Luftwaffe dobiva mjesečno samo 30 tisuća tona avionskoga goriva, umjesto potrebnih 160 tisuća tona – čime je taj dio njemačkih oružanih snaga bio skoro izbačen iz borbe; i drugi dijelovi oružanih snaga trpe oskudicu goriva koja utječe na njihov borbeni učinak. U lipnju 1944. godine glavne kopnene snage Velike Britanije i Sjedinjenih Američkih Država iskrcavaju se u Normandiji i sljedećih mjeseci uspješno razbijaju otpor najjačih njemačkih snaga. Za napredovanje britanskih i američkih trupa presudno je važna premoć koju su savezničke avijacije ostvarile u zraku. U isto vrijeme, Sovjetski Savez uspijeva potisnuti njemačke snage sa svojega predratnoga teritorija.
Od 16. studenoga do 25. prosinca 1944. traje zadnja njemačka protuofenziva u Ardenima. Američke i britanske snage izložene su teškom udaru, koji međutim ilustrira njemačke strateške nedostatke: njemačke snage u napad kreću tek kada nevrijeme sprječava zračne napade savezničkih zrakoplovstava, koje posve vladaju zračnim prostorom. Makar je Njemačka uspjela prikupiti snage za protuudar, tijekom priprema se očitovao tadašnji ključni njemački nedostatak: nije bilo ni izbliza dovoljno goriva. Uslijed savezničkih zračnih napada na naftnu industriju, proizvodnja goriva je tijekom 1944. godine opala za oko 3/4. Industrija je njemačkim snagama uspijevala isporučiti sve manje motornih vozila: tijekom prvih 10 mjeseci 1944. godine isporučeno njemačkoj vojsci  45.917 kamiona, u koje vrijeme se bilježe gubitci od čak 117.719 vozila. Premda je za ardensku ofenzivu osigurano dovoljno hrane i strjeljiva, uslijed nedostatka goriva i vozila su pokreti njemačkih trupa od samog početka bili značajno ograničeni.
Rat je okončan 1945. bezuvjetnom kapitulacijom Njemačke (7. svibnja 1945.) i Japana (15. kolovoza 1945.). Teritoriji koje su zauzeli zapadni Saveznici, odnosno SSSR će - u napetom miru koji će s vremenom prerasti u Hladni rat - postati dijelovima zapadnog, odnosno komunističkog bloka.
Procjenjuje se da broj stradalih ljudi iznosi nešto manje od 60 milijuna (15 milijuna vojnika i 45 milijuna civila), što ga čini jednom od najvećih svjetskih katastrofa.

## Uzrok i povod rata
Glavni uzrok drugog svjetskog rata nalazi se u nastojanjima Trećega Reicha da poništavi geopolitički negativne posljedice Prvoga svjetskog rata, te da osigura svjetsku prevlasti Njemačke pod nacističkom vlašću. Japan je s Dalekoga istoka htio istisnuti Britaniju (s njenim velikim kolonijalnim posjedima i gospodarskim utjecajem), Nizozemsku (koja je vladala Indonezijom), Francusku (koja je držala Francusku Indokinu) i Sjedinjene Američke Države (koje su u prethodnom razdoblju pretvorile Filipine u svoju koloniju, te ostvarili veliki utjecaj nad Kinom) i sam zagospodariti „svojim dijelom svijeta”; Italija se pridružila Silama Osovine zbog ideološke bliskosti i vanjskopolitičkih sukoba s Velikom Britanijom (koja je nametnula Italiji gospodarske sankcije nakon njezinog napada na Etiopiju 1935. godine).
Hitlerov NSDAP je na vlast u Njemačkoj dospio nakon demokratskih izbora 1933. god. (dobili su 37,2 % glasova), te je potom ubrzano poduzeo korake za okončanje demokratskoga poretka Weimarske Republike. Popularnost stranke porasla je zbog njezinih odluka o prekidu poštovanja Versajskog ugovora koji je ograničio njemačku vojnu i gospodarsku moć, o poticanju antikomunizma, te zbog Dolchstoßlegende (legenda o "nožu u leđa" kojega su izdajice iz pozadine zabili njemačkoj vojsci koja se uspješno borila s neprijateljem u I. svjetskom ratu) i na kraju zbog obećanja o stabilizaciji i ekonomskoj obnovi. Sve to poticalo je na narod na promišljanja o njemačkom identitetu i nadmoći, što je bio jedan od glavnih motiva za početak rata, jer su nacisti tražili priključenje Austrije i drugih područja za koje su tvrdili da pripadaju Njemačkoj.
Japansko Carstvo je 1930-ih bilo pod utjecajem militarizma japanskih vojnih i mornaričkih zapovjednika koji su željeli da Japan postane svjetska kolonijalna sila. Japanske invazije počele su 1931., kada su ušli u Mandžuriju, a nastavile su se 1937. njihovim ulaskom u preostali dio Kine, započeviši dugotrajni (1937. – 1945.) i teški II. Kinesko-Japanski rat. Za vrijeme invazije pomoć Kini slale su SAD i Velika Britanija, a nakon što je Japan vojnom silom krenuo na Francuske posjede na Dalekom Istoku, izgledalo je iminentnim da će protiv Japana biti uveden potpuni naftni embargo. U situaciji kada se Japan mogao naći u situaciji da mora odustati od osvajanja Kine u već vrlo teškom ratu - kojega se bez opskrbe naftom nije moglo dugo voditi - Japan je krenuo zauzeti naftne izvore u Nizozemskoj Istočnoj Indiji i izrazito ambiciozni poduhvat potpunog izbacivanja zapadnih - Francuskih, Nizozemskih, Britanskih, Američkih - vlasti iz područja Dalekog Istoka, radi uključivanja čitavog tog dijela svijeta u Japanski Imperij. Budući da se tada vjerovalo da SAD neće biti spreman ući u teški rat, Velika Britanija je imala teških problema s Italijom i Njemačkom, a Francuska i Nizozemska su zapravo bile nemoćne nakon što ih je porazila Njemačka, Japan je imao prostora za osvajanja na Pacifiku. Na trgovinski embargo kojega su Sjedinjene Američke Države zbog japanskih ratnih aktivnosti u Kini postupno uvodile protiv Japana od siječnja 1940. god. - koji je kulminirao potpunom obustavom izvoza nafte u Japan uvedenim 1. srpnja 1941. god.; mjerom koja je imala potencijala da uguši japansko gospodarstvo - odgovorio je Japan napadom na Pearl Harbor 7. prosinca 1941. . Odmah potom je Njemačka objavila rata SAD-u 11. prosinca 1941.: Hitler se nadao da će Japanci zaratiti sa Sovjetskim Savezom, što se međutim nije dogodilo. Našavši se odlukom Japana i Njemačke u ratu, Amerikanci su u njega vrlo odlučno ušli, upregnuvši najjaču industriju svijeta i svoje velike ljudske resurse na strani Saveznika.
Fašistička Italija je bila izložena ekonomskim poteškoćama, u velikoj mjeri zbog međunarodne blokade nakon agresije na Abesiniju 1935. godine, te je težila ostvariti dominaciju na području istočnog Mediterana, što Italiji nije ranije pošlo za rukom u strahovitom ratnom naporu tijekom I. svjetskog rata.
Sovjetski Savez je nakon intervencije sila Antante u Ruskom građanskom ratu 1918. – 1922. god. bio u vrlo lošim odnosima sa zapadnim zemljama, te je putem Kominterne radio na destabilizaciji tih država, s neskrivenom težnjom da izazove svjetsku komunističku revoluciju u kojoj će svoj društveno-politički ustroj proširiti na što veći broj zemalja. Makar je Hitler iskazivao antikomunističke stavove, a Staljin antifašističke – i makar su u Španjolskom građanskom ratu 1936. do 1939. podupirali sukobljene strane – odlučili su Njemačka i Sovjetski Savez ubrzo nakon kraja sukoba u Španjolskoj uspostaviti važnu gospodarsku suradnju, gdje si je Njemačka osiguravala naftu i razne druge sirovine, a Sovjetski Savez tehnologiju za svoju industriju, osobito vojnu. SSSR je bio više nego spreman napasti druge zemlje u svrhu "širenja revolucije", te se u rujnu 1939. godine pridružio njemačkom napadu na Poljsku, te izvršio agresiju na Estoniju i Latviju, da bi već u studenom 1939. godine pokrenuo i agresiju na Finsku.

### Sudetska kriza i izbijanje rata
Novoizabrani njemački kancelar Adolf Hitler bio je veliki protivnik Versajskog ugovora. Nije želio da se tako velika nacija kao Njemačka ograničuje u bilo kojem pogledu.
Idući potez bio je 1936. ugovor koji se zvao Antikominternski pakt koji su uz Njemačku potpisali Italija i Japan. Godine 1938. Hitler anektira Austriju. Taj događaj poznat je pod imenom "Anschluss".
Hitler je isti plan imao i za čehoslovačko područje Sudeta čije su većinsko stanovništvo u to doba sačinjavali Nijemci. Čehoslovačka je bila spremna na oružani otpor (uz francusku pomoć). Međutim, britanska vlada nije bila u potpunosti spremna za rat pa je nagovorila Francusku da se s Njemačkom 30. rujna 1938. sklopi Münchenski sporazum kojim je Njemačkoj priznato pravo na Sudete. Većina svjetske javnosti zgrozila se ovim potezom, ali Zapad je u tom času ovo smatrao ispravljanjem versajske nepravde i pokušajem uspostavljanja svjetskog mira. 
No o miru nije bilo ni govora jer su, kao i Hitler, Mađarska i Poljska vlada tražile dijelove teritorija Čehoslovačke. Vlada u Pragu bila je uzdrmana, a na Hitlerov poticaj su slovački separatisti proglasili 6. listopada 1938. godine autonomiju Slovačke, uz Jozefa Tisa kao predsjednika vlade (Slovačka će već u studenom 1938. god. izgubiti svoj južni dio za korist Mađarske, istodobno kada je slijedom sporazuma potpisanog na Prvoj bečkoj arbitraži 10. studenog 1938. Češka izgubila Sudete za korist Njemačke). U proljeće 1939., pod izgovorom zaustavljanja pokreta, Njemačke trupe okupiraju Češku, a Slovačku uspostavljaju kao satelitsku državu.
To komadanje Čehoslovačke predstavljalo je poniženje za Zapadne sile. Oni su zbog nekršenja sporazuma iz Münchena zajamčili samostalnost Poljskoj i Rumunjskoj – koje su bile izgledne iduće mete njemačkog širenja. No, širenje države nije bio samo njemački plan. Benito Mussolini na isti je način (nakon invazije iz travnja 1939. god., koja je prošla bez borbe) Italiji pripojio Albaniju, a nešto prije i Etiopiju.
Hitler je za idući potez širenja odabrao luku Danzig (polj. Gdańsk,) koja je bila pod upravom Lige naroda. No Poljaci su, za razliku od Čehoslovačke, bili spremni za oružani otpor. Hitler je odlučio već u proljeće 1939. godine poduzeti invaziju na Poljsku. Bio je uvjeren kako će zapadne sile na kraju Poljsku ipak ostaviti na cjedilu isto kao što su bile ostavile Čehoslovačku. Tome je u prilog išao debakl pregovora o eventualnoj vojnoj suradnji koji su se u to vrijeme vodili u Moskvi između anglo-francuskih i sovjetskih predstavnika.
Staljin je odlučio kupiti vrijeme za pripreme za rat – SSSR se vrlo intenzivno naoružavao i podizao vojsku koja će po brojnosti i opremljenosti ubrzo nadmašiti oružane snage Njemačke – tako što je prihvatio Hitlerovu ponudu za sporazum o komadanju istočne Europe. Pakt Ribbentrop-Molotov potpisan je 25. kolovoza 1939. Tim ugovorom Reich se osigurao od sovjetskih napada. Rat je službeno započeo 1. rujna 1939. tj. kad je Njemačka napala Poljsku zbog napada (koji su zapravo izveli Nijemci) na pograničnu postaju Gleiwitz (polj. Gliwice) .

## Oružane snage i planovi zaraćenih sila

### Sile Osovine

#### Njemačka
Suprotno uvriježenom mišljenju, Njemačka u vrijeme izbijanja rata za njega nije bila spremna, odnosno, po objektivnim kriterijima, bila je u mnogo inferiornijem položaju s obzirom na stanje na početku Prvog svjetskog rata 25 godina ranije. S druge strane, u kvalitativnom smislu bila je u velikoj prednosti u odnosu na svoje protivnike.
Njemačka vojska imala je tri grane. Najbrojnija grana bila je kopnena vojska, poznatija pod nazivom Heer. Njome su zapovijedali vojni stručnjaci kao von Manstein, Rommel, Keitel, Jodl i drugi. Kopnena je vojska većinu rata vodila metodom koja je nazvana Blitzkriegom ("munjeviti rat").
Luftwaffe, odnosno ratno zrakoplovstvo bilo je pod zapovjedništvom dopredsjednika Göringa, letačkog asa iz Prvog svjetskog rata, nanijela velike štete po Europi, a najveću ulogu i snagu imala je početkom rata.
Kriegsmarine, tj. ratna mornarica, bila je treća grana Njemačke vojske. Ona u pomorskim bitkama nije postigla neke veće pobjede, unatoč tome što je bila pod vodstvom izvrsnih vojnih stručnjaka – admirala Dönitza i Raedera, a ponajveće uspjehe je postigla podmornička flota.
Njemačka industria je tehnološkom razinom odskakala od drugih najvećih gospodarstava svojega doba. Problem pristupa nafti - nakon početka sukoba sa Sovjetskim Savezom kao dotadašnjim glavnim izvorom opskrbe - pokazat će se s kao nepremostiv problem.

#### Italija
Brojčano, od svih rodova vojnih snaga, talijanska mornarica je do pred Drugi svjetski rat toliko ojačala da je mogla biti ozbiljnim protivnikom i francuskoj i britanskoj mornarici. Time je postala 3. po snazi u Europi. Najkvalitetniji dio mornarice zasigurno su činile diverzantske postrojbe, tzv. ljudi žabe, koje su tijekom rata imale brojne uspješne akcije.
Mussolinijev je režim jednako veliki napor uložio u stvaranje kvalitetnog i relativno modernog zrakoplovstva koje se 1930-ih moglo mjeriti s većinom velikih sila. Tome je pogotovo u prilog išla doktrina generala Dueta koji je držao da će upravo zrakoplovstvo biti ključan faktor pobjede u budućem ratu, odnosno da se nadmoćnom zrakoplovstvu ništa ne može suprotstaviti.
Talijani su pomoću raznih doktrina pokušali napraviti taktiku sličnu blitzkriegu, no njihov glavni nedostatak bila je slaba kopnena vojska.
Ipak, najveća talijanska slabost bio je moral, uzdrman traumatskim iskustvima bitaka na Soči koje nije izbrisala čak ni pobjeda u prvom svjetskom ratu.
Suvremena tehnologija koju su pružali talijanski proivođači naoružanja, samo će donekle moći doći do izražaja, s obzirom na to da objektivno slabija ukupna snaga talijanske ekonomije neće na raspolaganje moći staviti financijska sredstva i druge resurse potrebne za dugotrajno vođenje rata.

#### Japan
Od svih velikih sila Japan je godine 1939. imao najviše ratnog iskustva, zahvaljujući svojem pohodu na Kinu koji ne samo da je na početku postigao spektakularne uspjehe, nego je bio i sjajna prilika za testiranje novih tehnologija, pogotovo na mornaričkom i zrakoplovnom polju.
Japanska ratna mornarica bila je među najjačima i najmodernijima. Nastojeći održati korak s Britancima i Amerikancima, Japanci su bili skloni inovacijama i primjeni modernih tehnologija i strategija. Među njima veliku je važnost imala orijentacija na visoku koordinaciju mornarice i avijacije, što je dovelo do gradnje nosača aviona i stvaranja vrhunski obučenog kadra mornaričkih pilota sposobnih za najsloženije operacije. Japanci su također veliku važnost udijelili površinskim snagama, pri čemu se razvio tzv. dugi torpedo koji će postati jedno od najubojitijih oružja rata i omogućiti Japancima pomorsku nadmoć na samom početku rata na Pacifiku.
Za razliku od mornaričkog, japansko ratno zrakoplovstvo u sastavu kopnenih snaga po kvaliteti aviona i pilota ponešto je zaostajalo za većinom država u svijetu, a poseban nedostatak bila je orijentacija na neposrednu potporu kopnenim snagama.
Kopnene snage su, pak, slično kao i u Italiji, predstavljale najslabiju japansku kariku, iako je to postalo vidljivo tek u kasnijoj fazi rata. Japanci su smatrali da će se budući rat odvijati po slabo nastanjenim otocima gdje primjena tenkova ili slične moderne opreme nije tako bitna. Tome su u prilog išla i iskustva iz Kine gdje su veliki uspjesi postignuti protiv, u pravilu tehnički inferiornih, kineskih snaga. Zbog svega toga japanska je vojska po kvaliteti opreme i oružja bila na razini prvog svjetskog rata, ali je sve to nadoknađivano fanatičnom indoktrinacijom i vrhunskom uvježbanošću ljudstva.
Japanska industrija je bila moćna i na raspolaganje oružanim snagama je stavljala superiorno naoružanje - ali nipošto nije bila dorasla za utrku s industrijom Sjedinjenih Američkih Država, s kojima će se Japan naći u frontalnom oružanom sukobu. Putovi opskrbe naftom i raznim sirovinama, koji su do Japana vodili morskim putevima izloženima djelovanju neprijateljskih mornarica, pokazat će se ograničavajućim faktorom.

### Saveznici

#### Velika Britanija
Velika Britanija godine 1939. ušla je u rat s planovima prilično sličnima onima s kojima se ušlo u Prvi svjetski rat.
Britanske kopnene snage bile su relativno malobrojne i profesionalne naravi, te su se na početku trebale koristiti u ograničenim akcijama, odnosno kao potpora brojnijoj francuskoj vojsci, sve do trenutka kada se popuni novacima. S druge strane, malobrojnost je britansku vojsku učinila jedinom potpuno motoriziranom vojskom u svijetu, te je kvalitetom i obučenošću ljudstva bila iznad europskog prosjeka. Međutim je međuratni period predstavljao i svojevrsnu stagnaciju, jer su na temelju iskustava prvog svjetskog rata, pogotovo u primjeni i taktici tenkova izvučeni pogrešni zaključci.
Nedostatke kopnenih jedinica nadomjestila je Royal Navy, tj. Kraljevska mornarica, koja je imala sve moguće vrste brodova. Od torpednih čamaca pa do nosača aviona. Koristili su strategiju kao i u napoleonskim ratovima, koja je Britancima omogućavala po potrebi voditi rat protiv cijele Europe. Britanska mornarica će tijekom rata uspjeti nametnuti pomorsku blokadu koja je onemogućila nabavu energenata i drugih sirovina za čitavu kontinentalnu Europu, čime je znatno otežano djelovanje njemačkih vojnih snaga i proizvodnja ratnog materijala.
Najvredniji i najmoderniji dio britanskih oružanih snaga predstavljao je Royal Air Force (RAF), tj. Kraljevsko ratno zrakoplovstvo. Bilo je sastavljeno od mnogih tipova aviona koji su tijekom rata uglavnom služili za strateško bombardiranje. U vrijeme Bitke za Britaniju je veći naglasak stavljen na lovačke avione koji će braniti Britansko otočje i njegove industrijske centre, za što su razvijeni kvalitetni lovci "Spitfire" i "Hawker Hurricane", od kojih se potonji pokazao i dobrim izborom za potporu kopnenim snagama. Odmah nakon što je njemački Luftwaffe spriječen, RAF je pokrenuo vlastito – vrlo snažno – bombardiranje Njemačke i područja Europe pod kontrolom Osovine. To je bombardiranje – usmjereno prvenstveno na smanjivanje njemačke ratne proizvodnje, međutim uz nemale civilne žrtve – bilo iznimno učinkovito, te je primjerice u bombardiranju Hamburga 25. srpnja 1943. godine u jednom jedinom danu poginulo preko 40 tisuća stanovnika tog grada (u njemačkim bombardiranjim tijekom svih šest godina rata poginulo je 60.595 ljudi u Velikoj Britaniji). RAF Bomber Command će tijekom rata na Europu baciti preko milijun tona bombi, pri čemu će u više od 360.000 letova poginuti čak oko 55.573 (od ukupno 125.000) njenih pripadnika, uz gubitak 8.403 britanskih aviona-bombardera.
Britanska industrija je bila moćna, ali će se održavanje putova opskrbe preko mora pokazati velikim problemom, usprkos izrazitoj snazi britanske flote. Velika Britanija će se pokazati sposobnom osigurati snažnu podršku svojeg svjetskog carstva.

#### Francuska
Francuska je 1939. godine bila pod snažnim utjecajem iskustva prvog svjetskog rata koje se odrazilo kako na vojnu doktrinu, tako i na moral nacije.
Francuzi su zbog ofenzivne taktike u Prvom svjetskom ratu pretrpjeli velike gubitke u ljudstvu. Zato su u ovaj rat odlučili ući defenzivnije. Takvom je doktrinom postavljena poznata "Maginotova linija" koja se protezala uz granicu s Njemačkom, a držalo se da je neprobojna.
Francuzi su zbog velikih troškova odlučili da na belgijskoj granici ne naprave takvu liniju, no to su napravili i zato da bi potakli Belgiju da više surađuje sa Saveznicima. Francuska vojna oprema bila je zastarjela, osim tenkova koji su bili najsuvremeniji u svijetu, no nisu došli do izražaja u ratu zbog krive taktike.
Francuski zapovjedni kadar uglavnom su činili, osim izuzetaka kao što su general de Gaulle, stari i nesposobni zapovjednici koji nisu bili prilagođeni novim vojnim taktikama i načinima borbe.
Francuska ratna mornarica, s druge strane, bila je prilično moderna, ali ona u ratu, s obzirom na to da je bila usredotočena na Sredozemlje, uglavnom nije došla do izražaja.
Francusko je ratno zrakoplovstvo, pak, bilo inferiorno njemačkom brojem i kvalitetom. Tek je krajem 1930-ih uložen određeni napor da se počnu proizvoditi moderni tipovi aviona, no to je bilo prekasno da bi se odrazilo na bojištu
Kako je Francuska već 1941. godine bila poražena, njena će moćna ekonomija biti upregnuta u podršci ratnom naporu Njemačke, koja će tijekom rata uspijevati od Francuske “naplatiti” okupaciju eksploatacijom vrijednom trećinu i više francuskog nacionalnog proizvoda. Vojne snage Slobodne Francuske će opskrbu oružjem i opremom osigurati nabavom kod svojih saveznika, najprije kod Velike Britanije, a potom najviše kod Sjedinjenih Američkih Država.

#### Poljska
Poljska je bila manja i manje industrijski razvijena od najznačajnih tadašnjih država, ali je ipak raspolagala znatnim sposobnostima za ratovanje. U okviru svojih financijskih mogućnosti, Poljska se nastojala pripremiti da pruži otpor od mogućeg napada Sovjetskog Saveza ili Njemačke, pripremivši vojsku naoružanu s oko 800 tenkova i 400 aviona, te preko milijun vojnika koji su raspolagali s 1.200 protutenkovskih topova i stanovitim kapacitetima za protuzračnu obranu. Poljske snage međutim neće uspjeti izaći na kraj s istodobnim napadom Njemačke i Sovjetskog Saveza, a kako nakon mjesec dana obrane nisu dobile nikakvu realnu potporu Francuske i Velike Britanije, morale su se predati - pri čemu su pretrpjele gubitke od skoro 100.000 mrtvih, nanijevši agresorima gubitke od približno 20 tisuća ljudi.
Kasnije će izbjeglička poljska vlada u sastavu snaga zapadnih saveznika formirati poljske vojne snage jačine oko 250 tisuća vojnika, koje će se predano boriti protiv Sila Osovine.

#### Sovjetski Savez
Ovdje se podaci o Sovjetskom Savezu iznose među "saveznicima", makar je na početku rata SSSR bio zapravo bio saveznik Njemačke, a u toj državi je spomen "savezničkih" država asocirao na neprijateljstvo prema tim zemljama koje su tijekom Ruskog građanskog rata 1918. – 1922. god. svakom vrstom pomoći – uključujući i slanje vojnih postrojbi – stale na stranu kontrarevolucionara.
Kasnije je, međutim, Sovjetski savez ratovao na strani saveznika, i njegov je doprinos pobjedi nad Njemačkom prvorazredan: računa se da je 3/4 njemačkih vojnika poginulih tijekom rata – poginulo u sukobima s Crvenom Armijom.
SSSR je od svih velikih sila godine 1939. imao najbrojnije oružane snage, kako po pitanju ljudstva, tako po pitanju broja zrakoplova, tenkova i drugog suvremenog oružja. Već je 1940. godine sovjetska proizvodnja oružja (npr. 2.627 tehnološki suvremenih tenkova, 15.300 topova i haubica i 4.574 lovačka aviona) nadmašivala njemačku (1.573 tenka, 6.730 topova i haubica i 2.746 lovačkih aviona). Pravi razmjeri sovjetske vojne sile postali su očiti tek kasnije tijekom rata. Također, mnogo novca uloženo je i u nabavu najmodernijih tehničkih sredstava za ratovanje, te u podizanje vojne industrije s tehnologijama pribavljenima od ideološki neprijateljskih stranih zemalja.
No početkom Staljinovih čistki, cijela jedna generacija izvrsnih vojnih zapovjednika izbrisana je s lica zemlje. Staljin je zbog svoje antipatije prema Trockom i straha da bi njegove pristalice mogli preuzeti vlast u državi oslabio Crvenu armiju. Zimski rat, koji je izbio u Finskoj, pokazao je slabo organizacijsko stanje Crvene armije.
Sovjetsko zrakoplovstvo bilo je impresivno, no služilo je uglavnom kao potpora kopnenim jedinicama. Što se tiče sovjetske ratne mornarice, bila je u podređenom položaju zbog toga što je SSSR imao malo kvalitetnih izlaza na otvoreno more (glavne sovjetske luke bile su na Crnom moru i Baltičkom moru, koja su oba zatvorena), pa je bila najslabije razvijana.
Cjelokupna sovjetska industrija podizana je s idejom da se svaki njen kapacitet može iskoristiti za proizvodnju za ratne potrebe. Tako će tijekom rata i biti, te će usprkos ukupnoj manjoj proizvodnji u odnosu na područje pod kontrolom Njemačke, sovjetska privreda moći opskrbiti izrazito moćne oružane snage tijekom opsežnih operacija koje su zahtijevale goleme količine ratnog materijala.

#### SAD
Zbog oceana koji su ih odvajali od Europe i Azije, te u domaćoj politici vladajućeg izolacionizma, SAD su 1930-ih vrlo malo ulagali u obranu, držeći kako će se budući rat izbjeći, odnosno da SAD u njemu neće sudjelovati.
Izuzetak je bila mornarica, koja je raspolagala svim tipovima brodova, a posjedovanje mnogih oceanskih otoka omogućilo je izgradnju luka izvan matičnog kopna. To će biti od ključnog značaja za američke pobjede na moru.
SAD je tada još uvijek tehnološki zaostajao u vojnoj tehnologiji. No zahvaljujući golemoj industrijskoj bazi te veličini dobro obrazovanog stanovništva bili su kadri u veoma kratkom vremenu razviti svoje oružane snage. Uz to će američka industrija biti u stanju značajnim količinama ratnog materijala opskrbljivati vojne snage svih saveznika.

## Tijek rata godine 1939.
23. kolovoza 1939. godine u Moskvi potpisuju njemački ministar vanjskih poslova Joachim von Ribbentropp i ministar vanjskih poslova Sovjetskog Saveza Vjačeslav Molotov Pakt o nenapadanju između Njemačke i Saveza Sovjetskih Socijalističkih Republika. Osim javno obznanjenog teksta, sadržavao je pakt tajne dodatke o podjeli teritorija zemalja nekih zemalja istoka Europe između SSSR-a i Njemačke, te karte razgraničenja.
Njemačka diplomacija šalje ultimatum Poljskoj. Nijemci su zatražili koridor između istočne Njemačke i krajnjeg sjeveroistočnog dijela Pruske koja se odvajanjem od Njemačke nije mogla vojno braniti i pripojenje Danziga Reichu, što su Poljaci odbili jer ih je Engleska izravno poduprijela. Danzig je onda bio većinski njemački grad s 99% njemačkim stanovništvom i prethodno je bio oduzet Njemačkoj nakon Prvog svjetskog rata.
Prije izbijanja neprijateljstava, Poljska ohrabrena engleskom potporom koncentrirala je na granici prema Trećem Reichu velike vojne snage, nastojeći demonstrirati volju za otporom, odnosno krenuti u protunapad ako se ukaže prilika. Time je, s obzirom na poljski geostrateški položaj, Nijemcima omogućena prigoda na samom početku izvesti niz obuhvatnih manevara kojima će poljske snage biti odsječene od svoje pozadine i prisiljene na predaju.
1. rujna 1939. Nijemci napadaju Poljake na poluotoku Westerplatte. Time je započeo Drugi svjetski rat. Dva dana nakon njemačkog napada, Njemačkoj su rat objavile Francuska i Britanija, čime je rat i formalno dobio karakter svjetskog, pa zato neki povjesničari navode 3. rujna 1939. kao nadnevak njegova početka. Britanska i francuska pomoć Poljskoj nikada nije stigla, stoga se Poljaci osjećaju izdanima. Stvarni rat Njemačke s Francuskom počinje tek u svibnju 1940., a s Ujedinjenim Kraljevstvom tek u srpnju 1940., iako je Njemačka prethodno nudila mir Britancima.
Sve nade Poljaka da će se uspjeti obraniti vrlo su brzo raspršene iz dva razloga: Nijemci su u potpunosti iznenadili Poljake brzinom svog napredovanja (zbog poljskog žilavog otpora, imale su ipak njemačke snage u 35 dana neprijateljstava relativno znatne gubitke – oko 20 tisuća mrtvih i 30 tisuća ranjenih vojnika, otprilike polovicu gubitaka koje će godinu kasnije Nijemci pretrpjeti u sukobu sa zapadnim saveznicima tijekom invazije na Francusku), a francuska ofenziva u Saarskoj oblasti, koja je trebala rasteretiti Poljake, odmah je zaustavljena: bila je ta "ofenziva" zapravo poduzeta čisto demonstrativno – bez volje i dovoljnih snaga da se postigne bilo kakav značajan uspjeh. Vrlo premoćne Francuske i Britanske vojne snage, koje su dobivale naloge od istih političara koji su već popuštanjem Hitleru omogućili kraj Čehoslovačke i Austrijske neovisnosti, nisu izvršile nikakvu spomena vrijednu akciju da udarom na zapadnu granicu primoraju Njemačku da preusmjeri dio njemačkih vojnih snaga od napada na Poljsku. Čak nisu Francuzi i Britanci izveli nikakav značajni napad zračnih snaga koji bi primorao Njemačku da za obranu svojih gradova odvoji dio njemačkog Luftwaffea zračnih snaga koji je snažno udarao Poljsku (britanski avioni su 25. listopada 1939. god. nadletjeli Berlin, ali samo u izviđačkoj akciji). Činjenicu da su Nijemci napad na Poljsku poduzeli zajednički sa Sovjetskim Savezom, te da je Sovjetski Savez imao punu podršku Njemačke za napad na Finsku te zauzimanje Estonije, Litve i Latvije bila je prepoznata kod onodobnih političkih analitičara u zapadnim prijestolnicama, a bila je prepoznata i nespremnost vodstava Francuske i Velike Britanije da "izgube milijun ljudi" u napadu na Njemačke zapadne granice koju je štitila utvrđena Siegfriedova linija što ju je Hitler dao podići 1938. – 1939. godine; niti da zračnim napadom na Njemačku riskiraju bombardiranje vlastitog teritorija i značajne vlastite civilne žrtve (Velika Britanija je pripremila svoje bolnice da prime 300.000 ranjenika, u slučaju njemačkog zračnog napada). Komentiralo se da Velika Britanija i Francuska namjeravaju Njemačku (i njenog tadašnjeg saveznika Sovjetski Savez) iznuriti pomorskom blokadom i gospodarskim sankcijama, umjesto izravnom vojnom konfrontacijom, a Poljsku se zvalo "nesretna zemlja", i prepoznavalo kao saveznika koji je imao svaki razlog da se osjeća izdanim. To je razdoblje izbjegavanja Francuske i Velike Britanije da uđu u otvorenu konfrontaciju s Njemačkom kasnije nazvano "Lažni rat".
Francuska i Velika Britanija su od konkretnih mjera protiv Njemačke uvele pomorsku blokadu, te organizirale svoje trgovačke brodove u konvoje sa zaštitom od njemačkih podmorničkih napada. Već 2.rujna su u Francusku počele pristizati snage britanske kopnene vojske, te će ondje prije kraja tog mjeseca biti 158 tisuća britanskih vojnika Inače su Britanci u to vrijeme imali jedinu posve motoriziranu kopnenu vojsku na svijetu, koja je uz to bila u cijelosti popunjena profesionalnim vojnicima. Francuska i Britanija su bile u stanju ozbiljno ugroziti Njemačku, ali nisu poduzele nikakav veći kopneni ili zračni napad, objektivno pustivši da Njemačka i Sovjetski Savez pobijede britansko-francuskog saveznika Poljsku. Druge zemlje na području između Njemačke i Sovjetskog Saveza će potom uglavnom radije popuštati agresivnim zahtjevima Njemačke i Sovjetskog Saveza, umjesto da se poput Poljske - kao najsnažnije od njih - nadaju podršci Velike Britanije i Francuske, koje doista nisu ništa ozbiljnoga poduzeli sve dok se sama Francuska nije u svibnju 1940. godine našla na meti njemačkog napada.
17. rujna 1939., SSSR je poduzeo invaziju na Poljsku s istoka i bez izrazito jakog poljskog otpora (imale su sovjetske snage ipak oko 3.000 poginulih) izbio na demarkacijsku liniju dogovorenu Paktom Ribbentrop – Molotov od 23. kolovoza 1939. U poljskom gradu Brestu Wehrmacht i Crvena armija održavaju dana 22. rujna 1939. zajedničku vojnu paradu, kojom demonstriraju svoje savezništvo proizlašlo iz ugovora potpisanog mjesec dana ranije u Moskvi. Zapadni saveznici ne objavljuju rat SSSR-u. 
Dio poljske vojske izbjegao je u Rumunjsku (između dva svjetska rata, imale su Rumunjska i Poljska zajedničku kopnenu granicu), odakle će poslije prijeći na Zapad, dok je ostatak zarobljen do početka listopada. Istočni dio Poljske – 52,1% poljskog predratnog teritorija – anektirao je SSSR, koji ondje zavodi komunističku vladavinu sa svim osobinama strahovlade: u travnju i svibnju 1940. godine izvodi se prema nalogu najvišeg sovjetskog vodstva pokolj u Katynskoj šumi, u kojem stradava 22.000 poljskih državljana, u prvom redu vojnih časnika i intelektualaca. Njemačka anektira široko područje Poljske duž granice s Njemačkom, a preostalim područjem Poljske – bez statusa državnosti i bez temeljnih građanskih prava za Poljake – upravlja Njemačka putem tzv. Generalnog guvernera.
Saveznička vrhovna komanda je nakon vojnog sloma Poljske zaključila da nikakva ofenziva na Njemačku nema smisla, nego da se rat treba voditi pomorskom blokadom, odnosno ograničenim operacijama u cilju sprječavanja Nijemaca da dobivaju strateške resurse iz neutralnih zemalja. U međuvremenu se ispostavilo da odluka Italije da bude neutralna ima zapravo koristan efekt na Njemačku, jer je preko nje nesmetano išao uvoz tih istih sirovina. Dotle se na zapadnom bojištu razvilo stalno zatišje, povremeno prekidano ograničenim akcijama.
U međuvremenu je SSSR konsolidirao svoje pozicije u Istočnoj Europi, uspostavivši vojne baze u baltičkim državama Estoniji, Latviji, a nešto kasnije i u Litvi, pripremivši tako teren za formalnu aneksiju sljedeće godine. Pokušaj da se Finska natjera na ustupanje teritorija sjeverno od Lenjingrada doveo je krajem studenoga do finsko-sovjetskog ili tzv. Zimskog rata u kojem su Finci ispočetka uspješno zaustavili nadmoćne sovjetske napade - zbog kojih je SSSR 14. prosinca 1939. god. bio izbačen iz Lige naroda - zahvaljujući i dobro utvrđenoj Mannerheimovoj obrambenoj crti i "motti" taktici ratovanja.

## Tijek rata godine 1940.

#### Norveška operacija
Zimski rat savezničkim je planerima učinio zanimljivom Skandinaviju. Stvoreni su planovi da se pošalje ekspedicijski korpus s ciljem pružanja pomoći Finskoj, odnosno njenog stavljanja na savezničku stranu. To je kasnije trebalo poslužiti kao izgovor za blokadu dopreme Njemačkoj strateški važnih zaliha željezne rudače iz Švedske. Na planovima se nastavilo raditi i nakon finske kapitulacije u ožujku 1940. godine (Finska je zadržala neovisnost, ali je morala Sovjetskom Savezu predati 41.888 km2 svojega teritorija (koji je do danas u sastavu Ruske Federacije).
Djelomično uznemiren najavama o takvim planovima, Hitler je zapovijedio da se pripremi invazija Danske i Norveške. Dana 9. travnja 1940. godine Nijemci su bez otpora osvojili Dansku koja će biti okupirana sljedećih pet godina. U Norveškoj su kralj i vojska pružili otpor, ali su Nijemci, koristeći lokalnu nadmoć u zraku te brzo osvajanje aerodroma, uspostavili mostobrane koje nije bio u stanju uništiti ni dolazak relativno malobrojnog savezničkog ekspedicijskog korpusa. Iako je Britanska mornarica nanijela njemačkoj mornarici velike gubitke, Norveška je u lipnju 1940. pala pod potpunu njemačku kontrolu, čime je stvorena važna baza za buduće podmorničke operacije na Atlantiku.
U borbama na sjeveru Norveške, njemačke snage su se koristile pomorskom lukom Basis Nord  u mjestu Zapadnaya Litsa na sjeveru Sovjetskog Saveza (45 km od norveške granice), koju je sovjetsko vodstvo ustupilo Njemačkoj; te koju su Njemačke podmornice više mjeseci tajno koristile u ratnim operacijama protiv zapadnih saveznika.

#### Pad Francuske
Dana 10. svibnja, nakon višestrukog odgađanja i promjene planova, otpočela je velika njemačka ofenziva na zapadnoj fronti.
Kao što se bilo i očekivalo, Nijemci su odlučili zaobići Maginotovu liniju i Francusku napasti preko teritorija neutralne Belgije. Zbog toga su saveznici odmah poslali svoje najbolje i najbrojnije snage u dubinu belgijskog teritorija da ih tamo, prema prethodnom planu, zaustave.
Ono što se nije očekivalo bilo je da će Nijemci zajedno s Belgijom napasti Nizozemsku koja je, za pet dana i nakon terorističkog bombardiranja Rotterdama, odmah kapitulirala, niti da će glavni njemački udar biti izvršen kroz šumovite Ardene, za koje se držalo da su neprohodni za tenkove i druga moderna vozila.
Francuske su snage bile potpuno iznenađene, te, kada su njemačke snage već za tri dana izbile na rijeku Meuse kod Sedana, nisu bile u stanju pružiti adekvatan otpor. Nijemci su prešli rijeku i tenkovskim kolonama brzo odsjekli glavninu savezničkih snaga u Belgiji od Francuske. Pokušaji saveznika da razbiju njemački klin nisu uspjeli, a 28. svibnja Belgija je službeno kapitulirala. Savezničke su snage bile svedene na sve manji mostobran kod Dunkerquea gdje je do 4. lipnja pod borbom (potopljeno je čak 226 britanskih brodica i brodova, od toga 6 razarača) izvedna jedna od najspektakularnijih i najuspješnijih evakuacija u vojnoj povijesti.  Francuske snage su štitile odstupnicu Britancima, da bi naposljetku bilo evakuirano i oko 100 tisuća francuskih vojnika. Britanskih 240 tisuća evakuiranih vojnika odmah je raspoređeno u postrojbe koje su imale braniti Englesku od moguće njemačke invazije, a francuski vojnici su nakon kapitulacije Francuske (22. lipnja 1940. god.) vraćeni kućama, izuzev njih 3.000 koji će se pridružiti generalu Charlesu de Gaulleu, koji će pod britanskim okriljem osnovati vladu Slobodne Francuske, i potom postupno ovladavati francuskim kolonijama u prekomorskim zemljama.
Osvajanje Dunkerquea Nijemcima je omogućilo da se okrenu na jug prema uglavnom demoraliziranim francuskim trupama i 5. lipnja započnu ofenzivu koja je brzo probila njihove položaje. Francuska je vojska, uz sve veći defetizam, bila paralizirana velikim brojem izbjeglica na cestama te sve većim političkim podjelama u vladi, gdje je počelo prevladavati mišljenje Philippea Pétaina da dalji otpor nema smisla.
Dana 10. lipnja, smatrajući da su saveznici izgubili rat te da se jeftino može domoći njihovih kolonija, Italija se i službeno pridružila Hitleru kao saveznik. Prva važnija talijanska ofenziva bio je napad na dobro utvđene francuske položaje na granici, tokom koga je nekoliko francuskih bataljuna uspješno zaustavilo cijelu jednu talijansku vojsku. Ni u nastavku operacija (koje su potrajale oko dva tjedna) nisu talijanske snage od približno 300.000 ljudi uspjele probiti otpor oko 85.000 francuskih vojnika.
Taj uspjeh nije imao skoro nikakav efekt na opće stanje u Francuskoj, gdje je vlada i službeno otpočela pregovore o kapitulaciji. S time se nije složio general de Gaulle koji je 18. lipnja odletio u London i stao na čelo tzv. Slobodnih Francuza koji će iz emigracije nastaviti pružati otpor Nijemcima. Četiri dana kasnije Pétainova vlada potpisala je primirje temeljem kojeg je Francuska podijeljena na sjeverni dio pod njemačkom okupacijom, i južni dio kojim je upravljala Pétainova vlada u Vichyju, tzv. Vichyjevsku Francusku.
Dan nakon što su njemačke trupe ušle u prijestolnicu Francuske Pariz, Sovjetski Savez u dogovoru s Njemačkom okupira 15. lipnja 1940. godine čitavu Litvu.
Dana 28. lipnja SSSR je – osloncem na toč. III. Tajnog aneksa Pakta Ribbentrop-Molotov, ultimatumom natjerao Rumunjsku da mu preda Besarabiju – teritorij koji danas predstavlja republiku Moldaviju. Njemačka vrši pritisak na Rumunjsku da ustupi Mađarskoj područje Transilvanije (područje veličine Hrvatske, tada s približno 2,5 milijuna stanovnika), te instalira 4. srpnja 1940. godine u Rumunjskoj marionetski režima Iona Antonescua: time si osigurava izlaz na Crno more i opskrbu znatnim količinama nafte koja se crpila u Rumunjskoj.

#### Bitka za Britaniju
Početkom ljeta 1940. Hitler se nalazio na vrhuncu moći i većina europskih političara i vlada smatrala ga je pobjednikom rata. Nakon sloma Francuske cijeli se kontinent nalazio pod njegovom kontrolom, bilo preko okupacijskih snaga, saveznika, ideološki bliskih vlada ili neutralnih država koje je bilo lako ucijeniti. S obzirom na to da je trgovinska razmjena sa Sovjetskim Savezom dobro funkcionirala, opskrba naftom i drugim strateškim sirovinama nije dolazila u pitanje, te je pomorska blokada kontinenta koju je provodila moćna britanska mornarica stvarala samo ograničene probleme. Hitleru je na putu – tako je izgledalo – jedino stajala usamljena Britanija.
No britanska vlada na čelu s Winstonom Churchillom bila je odlučna nastaviti rat do konačne pobjede, što je pokazano već 5. srpnja napadom na francusku pomorsku bazu Mers-el-Kebir. Cilj te operacije bio je spriječiti da flota pod kontrolom Vichyjevske Francuske bude predana silama Osovine te tako ugrozi britansku pomorsku nadmoć. Napad je izazvao velike žrtve među Francuzima i na duže vrijeme pokvario odnose bivših saveznika.
U međuvremenu je Hitler nastojao s Britanijom ishoditi mir nudeći garanciju opstanka Britanskog carstva u zamjenu za povrat bivših njemačkih kolonija. Kada su Britanci te ponude odbili, Hitler je naredio da započne bombardiranje Britanskog Otočja i, u svrhu dodatnog psihološkog pritiska, započnu javne pripreme za invaziju koja je dobila šifru Operacija Morski lav.
Plan za invaziju izazvao je velike podjele i nesuglasice u njemačkim vojnim krugovima, ali su se svi, pa i Hitler, složili da je za njegovo uspješno izvođenje nužno prethodno osigurati zračnu nadmoć nad Britanijom, odnosno eliminirati RAF. U tu je svrhu započeta višetjedna serija zračnih napada kojima su se Britanci suprotstavili u nizu zračnih okršaja koji se zovu Bitka za Britaniju. Zahvaljujući nizu pogodnosti – posjedovanje radara, brža proizvodnja lovačkih aviona te mogućnost ponovnog angažiranja vlastitih pilota srušenih nad britanskim tlom – Britanci su uspjeli očuvati prednost te tako prisiliti Hitlera da sredinom rujna otkaže invazijske planove.
Hitler je za tu odluku bio djelomično motiviran očigledno nezadovoljavajućim stanjem invazijskih priprema i planova, kao i sve većom željom da započne pohod protiv SSSR-a. Britaniju je umjesto invazijom trebalo pobijediti iscrpljivanjem njenih resursa kroz bjesomučno zračno bombardiranje gradova, pomorsku blokadu te napade na uporišta na Mediteranu i Bliskom istoku.

#### Bitka za Atlantik
Kako se u Prvom svjetskom ratu Atlantski ocean pokazao kao bitno bojište između Britanske kraljevske mornarice i Njemačke ratne mornarice, Njemačka je znala da bi eventualni sukob s Britanijom zahtijevao jaču flotu. S time u planu, Njemačka je početkom 1939. godine započela provoditi Plan Z kojim bi trebala obnoviti ratnu flotu uništenu nakon 1. svjetskog rata. Plan je trebao biti završen tek 1949., pa je Njemačka mornarica dočekala rat relativno nespremna i kao najslabiji element Njemačke vojske – a situacija je išla samo na gore jer su resursi predviđeni za Plan Z preusmjereni na prioritetnije stvari. Ipak, tijekom rata Njemačka je uspjela staviti u pogon dva velika bojna broda (Bismarck i Tirpitz), te dvije bojne krstarice (Scharnhorst i Gneisenau). Glavni element flote, pak, bila je podmornička sila koja je u početku bila brojčano slaba, ali je tijekom rata jako ojačala i postala ozbiljna prijetnja.
Njemačka je strategija bila jednostavna: sve moguće jedinice mornarice poslane su u lov na teretne brodove u Atlantik gdje su trebali prekinuti dotok zaliha za Veliku Britaniju. Strateška pomorska situacija Njemačke i golema premoć Britanske mornarice su značili da je plan teško izvediv, ali se situacija za njemačke snage ipak popravila kada je Njemačka 1940. zauzela pomorske baze u Norveškoj i Francuskoj. To im je omogućilo lakši izlazak iz Britanske blokade na Atlantik gdje su mogli u lov.
Tako je već 1940. godine došlo do nekoliko većih sukoba na moru (npr. Lov za Bismarckom i Bitka kod La Plate) koji su uvijek slijedili istu formulu: njemački bi brodovi krenuli u lov na Atlantik, što bi rezultiralo potjerom veće skupine britanskih brodova i na kraju potapanjem Njemačkog broda. Takvo je stanje samo iscrpilo ionako slabu njemačku flotu koja je do 1943. efektivno smanjena na samo jedan kapitalni brod. Te je godine i došlo do zaokreta u mornarici, kada Hitler smjenjuje zagovaratelja velikih ratnih brodova Ericha Raedera i na njegovo mjesto postavlja Karla Dönitza privrženika podmorničarskoj struji, te se Njemačka mornarica sasvim preusmjerava na podmorsko ratovanje.
Kako su Saveznici već do tada razvili efikasna sredstva za borbu protiv podmornica (npr. sonar), podmornička sila više nije bilo toliko efektivna kao u doba 1940. i 1941. – godine koje su nazvane 1. i 2. "Sretno doba" za podnorničare zbog nedostatka pratnje teretnih brodova koje su njemačke podmornice potapale – i do 1944. je potpuno istisnuta s Atlantika. Pred kraj rata, Njemačka je ulagala u razvoj podmornica, posebno revolucionarnu podmornicu tipa XXI, ali je taj trud došao prekasno.

#### Operacije u Mediteranu
Težište rata od jeseni 1940. godine počelo se prebacivati sa zapada na Mediteran, odnosno Bliski istok, gdje je Hitlerov cilj bio Britancima oduzeti strateški važne naftne izvore, odnosno glavnu prometnu arteriju u Sueskom kanalu. Ovo potonje bio je zadatak Talijana, koji su u Libiji i istočnoj Africi (Etiopija, Somalija) imali znatne snage.
U rujnu je iz Libije na Egipat krenula velika talijanska ofenziva koju su nakon kraćeg napredovanja brzo zaustavlile višestruko malobrojnije britanske snage, pokazavši još jednom talijansku vojnu inferiornost. Talijanske snage u istočnoj Africi, pod komandom vojvode od Aoste, pokazale su se nešto uspješnijim te su Britance istjerale iz britanske Somalije, napale Keniju i Sudan te tako prisilile Britance da tamo dovlače svoje kolonijalne snage.
U međuvremenu su se u Mediteranu počele voditi oštre borbe između talijanske i britanske mornarice. Zahvaljujući kvalitetnijoj taktici i boljoj opremi, Britanci su u njima imali nešto više uspjeha, a ravnoteža se dodatno pokrenula u britansku korist kada su 11. studenog u napadu na Taranto britanski torpednim avioni onesposobili tri talijanska bojna broda.
Kako bi dodatno oslabio britanski položaj, Hitler je u to doba na stranu Osovine nastojao uvući Španjolsku, smatrajući kako će Francisco Franco uzvratiti za potporu dobivenu prilikom građanskog rata. No, ispostavilo se kako je Španjolska previše iscrpljena da bi mogla sudjelovati u novom ratu te je umjesto toga Franco Osovinu podržao posredno, kao formalno neutralna država.
Najvažniji događaj bila je Mussolinijeva odluka da, u svrhu izjednačavanja prestiža s Hitlerom, poduzme vlastiti blitzkrieg u formi napada na Grčku. Pohod koji je započeo 28. listopada, i koji se ponekad naziva Talijansko-grčki rat, vrlo se brzo, zahvaljujući uspješnom otporu slabo opremljene ali dobro vođene grčke vojske, pretvorio u još jedan talijanski vojni fijasko. Ne samo što je talijanska ofenziva zaustavljena, nego su talijanske snage odbačene u dubinu albanskog teritorija. Još je važnije bilo to da se Grčka stavila na stranu Britanije i tako dala mogućnost Britancima da ugrožavaju njemačke pozicije na Balkanu, odnosno bombardiraju strateški važne naftne izvore u Ploestiju.
Njemačka je prema kraju godine, koristeći u velikoj mjeri naftu i sirovine koje su joj stizale iz Sovjetskog Saveza, nastojala organizirati ratnu proizvodnju, koja je uključivala vrlo značajne industrijske potencijale u okupiranim zemljama. Mobilizacija za njemačke vojne snage obuhvatila je i Folkdsdojčere na istoku Europe, te vojne obveznika iz Francuskoj oduzetih pokrajina Elzas i Lorena (oko 130.000 tamošnjih stanovnika će do kraja rata biti unovačeno u njemačke postrojbe). Uz to će Njemačka nastojati što kvalitetnije uključiti u svoj ratni napor vojske zemalja kojima je zadominirala – kasnije će se u ratnim operacijama na području Sovjetskog Saveza osobito masovno uključiti vojni efektivi Rumunjske i Mađarske.
Operacije Slobodne Francuske 1940.
Skromne snage Slobodne Francuske (oko 3.000 ljudi) u Engleskoj uključit će se pod vodstvom generala De Gaullea u poduhvat ovladavanja francuskim kolonijama u Africi. Stanoviti broj francuskih vojnika i policajaca (mali, ispočetka) u tim zemljama bio se spreman pridružiti Slobodnoj Francuskoj.  26. kolovoza je guverner Čada Félix Éboué dao izjavu lojalnosti Slobodnoj Francuskoj, te je u nekoliko dana većina prostrane Francuske Ekvatorijalne Afrike (područje koje obuhvaća današnju Srednjoafričku Republiku, Republiku Kongo i Gabon) došla pod De Gauleovu kontrolu. Nakon toga se mogao De Gaulle osloniti na relativno brojne francuske kolonijalne trupe (sastavljene mahom od vojnika afričke rase, i sam Félix Éboué je bio Afrikanac), koje su se s podijeljenim uspjehom sukobile s trupama odanima Višijevskoj Francuskoj. U studenom te godine će snage Slobodne Francuske, nakon borbi s Vichyju odanim postrojbama, pod kontrolu staviti i Gabon, zadnji dio Francuske Ekvatorijalne Afrike gdje su uporište držale snage odane Vichyju.
U ljeto 1940. godine će na stranu Slobodne Francuske preći i manje francuske snage koje su držale daleke pacifičke kolonije Novu Kaledoniju, Francusku Polineziju i Nove Hebride; ta će otočja kasnije poslužiti američkim snagama kao važna uporišta za ratovanje s Japanom.
U Francuskoj Indokini, Japanske snage su u srpnju 1940. godine preuzele faktičnu kontrolu, makar je Višijevska Francuska (samo) nominalno i dalje držala vlast. Povodom tog širenja japanskih agresivnih politika - već je od 1937. trajao teški II. Kinesko - Japanski rat u kojemu je Japan nastojao ovladati čitavom Kinom, Sjedinjene Američke Države obustavile trgovinu s Japanom i time dovele u pitanje daljnu opskrbu Japana naftom. Japan se našao pred dilemom da li odustati od daljnjeg ratovanja, ili nastaviti graditi svoj azijski imperij ulaskom u još veći rat protiv zapadnih država prisutnih na Pacifiku.
Belgijski Kongo i Zapadna Afrika
Vlada Slobodne Belgije u egzilu je nakon njemačke okupacije same Belgije uspjela održati kontrolu nad Kongom, u kojem je kolonijalna žandarmerija od oko 40.000 ljudi (sastavljena od domorodačkih vojnika, s nekoliko stotina belgijskih zapovjednika) već u ljeto 1940. godine dala tri bataljuna za Istočnoafričku kampanju predvođenu Britancima. Zajedno s britanskim i afričkim snagama Slobodne Francuske, ta će vojna operacija započeta u lipnju 1940. godine, dovesti do studenog 1941. godine do ovladavanja čitavom Zapadnom Afrikom: od oko 350 tisuća talijanskih vojnika (od toga oko 90 tisuća Talijana; ostalo su bili domorodački vojnici, koji su sačinjavali postrojbe koje su uglavnom bile pogodne jedino za kontrolu teritorija protiv pobunjenika) koji su bii u Zapadnoj Africi nakon Drugog talijansko-abesinskog rata 1935. – 1936., oko 20 tisuća je izginulo u borbama i od bolesti, oko 230 tisuća se predalo, a veći broj domorodačkih vojnika je dezertirao. U situaciji kada talijanske snage zapravo nisu mogle dobivati opskrbu iz Europe, Britanci – koji su postupno dovodili snage iz raznih dijelova Britanskog Imperija – su s vremenom postajali sve nadmoćniji, te naposljetku unatoč relativno jakom otporu savladali i najjače talijanske garnizone u Saju i Gondaru i. Oko 7 tisuća talijanskih vojnika će ostati u gerili do Kapitulacije Italije 1943. godine.

## Tijek rata godine 1941.
Pohod na Balkan
Krajem 1940. Britanci su pokrenuli Operaciju Kompas – prvu važniju savezničku ofenzivu u ratu – koja je za posljedicu imala potpuno rasulo talijanske vojske u Sjevernoj Africi. No, taj se uspjeh nije mogao iskoristiti, jer je Churchill donio odluku da se britanska pojačanja i drugi resursi upute u Grčku, koja se uspješno opirala talijanskoj invaziji; time je međutim izazvao Hitlera da zapovijedi napad svoje vojske na Grčku, poznat pod šifrom Operacija Marita.
Bilo je planirano da se napad izvede s teritorija Bugarske i Jugoslavije – država koje su do proljeća 1941., isto kao i Mađarska i Rumunjska, priključene Trojnom paktu. No, 27. ožujka u Jugoslaviji je izveden puč i ustanovljena nova, pro-britanska vlada na čelu s generalom Dušanom Simovićem.
Razbješnjeli Hitler odlučio je da zajedno s Grčkom bude napadnuta i Jugoslavija, što se i dogodilo 6. travnja: glavni napad su izvršile njemačke snage koncentrirane u Bugarskoj radi planiranog napada na Grčku. Demoralizirana jugoslavenska vojska, kojoj su Nijemci već nakon 2 dana odsjekli planiranu odstupnicu prema Grčkoj, brzo je savladana i prisiljena na kapitulaciju 17. travnja. Grčka vojska održala se nešto duže – do 20. travnja, nakon čega su njeni ostaci, zajedno s britanskim ekspedicijskim korpusom našli utočište na Kreti. Nijemci su 20. svibnja izvršili padobranski desant na Kretu te je zauzeli, iako uz velike gubitke među svojim elitnim padobranskim jedinicama.
 U tom trenutku britanske su se pozicije na Mediteranu i Bliskom istoku našle na najnižoj točki. Serija njemačkih uspjeha, uključujući protuofenzivu u Sjevernoj Africi koju je vodio Erwin Rommel, potakla je pro-njemačkog premijera Rashida Alija da u Iraku, kao državi koja je od 1932. godine imala status poluneovisne države pod britanskom zaštitom, otpočne pobunu protiv Britanaca s ciljem ostvarivanja potpune neovisnosti. Pobuna započeta 1. travnja 1941. ugušena je nakon nešto više od dva mjeseca ali ne prije što su francuske višijevske vlasti u Siriji i Libanonu pristale da se tamošnji aerodromi koriste za njemačko opskrbljivanje pobunjenika. To je, s druge strane, Britancima dalo povod da započnu ofenzivu s ciljem zaposjedanja tih teritorija. Ona je, uz dosta poteškoća, uspješno završena sredinom lipnja.
Nastojeći smanjiti izloženost sigurnosnim rizicima u velikom ratu koji je već zahvatio veliki dio svijeta, Sovjetski Savez i Japan su odlučiti sklopiti pakt o uzajamnom nenapadanju, te je 13. travnja 1941. god. u Moskvi sklopljen Sovjetsko-Japanski pakt o neutralnosti. Obje stranke će se vjerno pridržavati toga pakta sve do 1945. godine - japanska mornarica će se suzdržavati čak i od napadanja američkog brodovlja (tj. flote države s kojom je Japan bio u ratu) koje je prevozilo ratnu pomoć u Sovjetski Savez, a SSSR je započeo vojne aktivnosti protiv Japana tek u kolovozu 1945. godine, nakon što je rat u Europi već bio završio, i nakon što su SAD već bile bacile atomsku bombu na Hirošimu.
U kolovozu i rujnu 1941. će Britanci okupirati bogata naftna polja u zapadnom Iranu, potpomognuti istodobnom napadom sovjetskih snaga (koje će se u tom trenutku naći na strani Saveznika, nakon što je Njemačka napala SSSR u operaciji Barbarossa, prekršivši Pakt Molotov-Ribbentrop) na područjima oko Kaspijskog mora i na području Irana prema Turskoj. Iran će ubrzo prihvatiti primirje koje je uključivalo okupaciju znatnog dijela njegova teritorija, i koja će potrajati sve do kraja rata. Ta će okupacija onemogućiti Njemačkoj – koja je u Iranu do tada imala znatnu gospodarsku i diplomatsku prisutnost – da s područja Bliskog Istoka preko teritorija Turske dobavlja naftu: nedostatak tog energenta će naposljetku osakatiti njemački ratni stroj.

#### Operacija Barbarossa
Operacija Barbarossa naziv je za njemačku invaziju Sovjetskog Saveza 22. lipnja 1941. godine. Njemačke snage, koje su brojile više od 150 divizija iz Njemačke i satelitskih zemalja, napale su 22. lipnja 1941. svog dotadašnjeg efektivnog saveznika Sovjetski Savez – državu s čijim je oružanim snagama 1939. god. održao zajedničku vojnu paradu u Brestu, slaveći zajedničku pobjedu nad Poljskom i podjelu njenog teritorija. Na njemačkoj strani se našla i Finska, koja se nadala vratiti teritorije koje je po završetku tzv. Zimskog rata u ožujku 1940. godine bila prisiljena ustupiti Sovjetskom Savezu. Makar su sovjetske obavještajne službe pratile kretanje njemačkih vojnih snaga, bile su iznenađene brzinom kojom su njemačke jedinice uspjele izvesti prijevoz željeznicom s velike udaljenosti da bi potom bez ikakvog odlaganja započele izvođenjem borbenih akcija. Sovjetske su divizije u početku padale jedna za drugom - u prvih 18 dana borbi imale su 588 tisuća mrtvih i oko 160 tisuća zarobljenih, izgubile 10 tisuća tenkova, 16 tisuća topova i minobacača, te 3 tisuće zrakoplova, povukle su se pod njemačkim pritiskom u tih 18 dana čak 600 kilometara, sve do granice Bjelorusije s Rusijom; njemačke snage su u isto vrijeme imale oko 80 tisuća mrtvih i ranjenih. 
Pred njemačke snage je kao glavni cilj u Operaciji Barbarossa stavljeno razbijanje i potom potpuno uništenje sovjetskih postrojbi na bojnom polju. Pokazati će se međutim da su njemačke obavještajne informacije bilo netočne i opasno podcijenile pravu brojnost i opremljenost Crvene armije: Nijemci naprosto nisu imali dovoljno postrojbi da izađu na kraj s tako brojnim i prilično dobro opremljenim neprijateljem. Uz to se pokazalo da njemačka logistika nije mogla u dostatnoj mjeri izaći na kraj s izazovom opskrbe velike vojske u vrlo prostranim područjima SSSR-a s uglavnom lošim putevima i uz nemogućnost da dovoljno koriste željeznicu. Ta dva njemačka ozbiljna podbačaja, uz rani dolazak zime, predstavljali su razloge neuspjeha kojega je Wehrmacht ostvario usprkos znatnim uspjesima na bojištu 1941. god.: Sovjetski Savez nije biti poražen. Njemački generali su prognozirali da će uspjeti slomiti Crvenu armiju za 6 tjedana: nisu to međutim uspjeli niti u 6 mjeseci.
Crvena armija je nakon teških udaraca na području Bjelorusije uspjela konsolidirati front i zapodjenuti veliku Bitku kod Smolenska (10. srpnja - 10. rujna 1941.): tu su tešku bitku - koja je potrajala duže od vremena kojega su njemačka vojna zapovjedništva predviđala za ostvarenje svih ciljeva invazije - njemačke snage naposljetku dobile, ali uz cijenu znatnog iscrpljivanja svojih potencijala. 
Sovjetske snage su zapravo izgledale dostatnim za obranu zemlje od napadača sa zapada: imala je Crvena armija na zapadu države raspoređenih 3,3 milijuna vojnika, 15.470 tenkova i 10.775 borbenih zrakoplova. Bitka kod Smolenska okončala se tek tri mjeseca nakon početka invazije. Tijekom te velike bitke, na jugu je do 26. kolovoza 1941. godine otpočela Bitka za Kijev, koja će potrajati do 26. rujna 1941. Njemačke snage - makar su u te dvije bitke imale desetke tisuća mrtvih i preko 200 tisuća ranjenih - odnijele su naposljetku odlučni poraz snagama Crvene Armije i potom brzim napredovanjem onemogućiti njihovo organizirano povlačenje: brojne sovjetske divizije su bile posve razbijene i zapravo je pretežni dio sovjetskih vojnika bio ubijen, zarobljen ili teško ranjen. Makar njemačke snage zapravo u ukupnosti nisu bile snažnije, njemački vojnici su bili bolje uvježbani, oprema bolja i znatno urednije održavana, a nadasve je vojno vodstvo Wehrmachta bilo superiornije onome Crvene armije.
Wehrmacht doista nije nikako mogao prikupiti snage koje bi bile jače od onih koje je Sovjetski savez imao raspoređene, te je uspio za Operaciju Barbarossa okupiti 3,4 milijuna vojnika (uključujući oko 690 tisuća pripadnika finskih i rumunjskih vojnih postrojbi), 4.445 tenkova i samohodnih topova (koji su bili na približno jednakoj tehnološkoj razini kao višestruko brojniji sovjetski), te 3.914 zrakoplova svih vrsta (koji su u prosjeku bili moderniji od 2 i pol puta brojnijih sovjetskih zrakoplova). Međutim je organizacija njemačkih snaga bila dobra, vještine upravljanja velikim operacijama munjevitog rata primjerene, samopouzdanje nakon pobjedničkih operacija posljednjih godina na visokom nivou.
Sposobnost sovjetskih vojnih snaga da odlučno reagiraju bila je u znatnoj mjeri umanjena izrazito agresivnim čistkama provedenima u redovima časnika Crvene armije. Tijekom tzv. Velike čistke 1937. – 1938. godine stradalo je oko 700 tisuća ljudi, među kojima vrlo znatan dio rukovodećeg kadra u SSSR-u, uključujući vojne časnike: primjerice je postradalo čak 154 od 186 zapovjednika divizija. Ukupna kvaliteta zapovijedanja u Crvenoj armiji je umanjena ne samo zbog nestanka velikog broja dobro obrazovanih i iskusnih časnika, nego također i zbog postojanja političke kontrole vođene od često vojno posve nekompetentnih komesara Komunističke partije prisutnih u svim većim postrojbama.
Njemačka ofenziva išla je u tri smjera: jedan prema Lenjingradu, drugi prema Moskvi, a treći prema Staljingradu. Moskva, Lenjingrad i Staljingrad izdržat će napade, te 1941. i narednih godina rata. Zahvaljujući otporu sovjetskih vojnika koji u Bitki za Moskvu krajem 1941. godine, unatoč strahovitim gubitcima - Crvena Armija će 1941. godine zabilježiti 3,1 milijuna gubitaka (u tome 2/3 vojnika koji su se vodili kao "nestali" zbog zarobljavanja i dezerterstva), tj. čak 70% svojega sastava  - uspijevaju na početku oštre ruske zime zaustaviti napredovanje njemačkih postrojbi. Lanac opskrbe tih je invazijskih postrojbi ulaskom u izrazito prostranu Rusiju postao vrlo dugačak. Uspjehu Sovjeta da pojačaju proizvodnju ratnog materijala bitno je pomogla pomoć Velike Britanije i SAD putem "lend-lease" (doslovno: "posudba i zakup") ključnih alatnih strojeva i sirovina koji su nedostajali u sovjetskim tvornicama - one su nerijetko bile kompletno preseljene s lokacija na zapadu države u Srednju Aziju i druga udaljena područja i iznimnom brzinom bile stavljane u ponovnu proizvodnju. Putem tog programa je krajem 1941. godine pristigao u SSSR iz prekomorskih savezničkih zemalja i znatan broj pouzdanih aviona, tenkova i kamiona, koji su prije kraja godine popunili ključne sovjetske postrojbe na frontovima, čiji su resursi bili jako istrošeni pod udarom njemačke vojne sile, znatno brže nego što ih je sovjetska industrija u početnim mjesecima rata mogla nadoknađivati.
Najsudbonosnijom će se kasnije pokazati bitka za Staljingrad, važno čvorište za jugoistočnu Rusiju gdje su se nalazila naftna nalazišta, koja su bila presudno važna za vođenje rata uz uporabu masivnih motoriziranih postrojbi: njemačke snage će tijekom te bitke doći na pola puta do naftnih nalazišta na Kavkazu, odakle će se potom moći izvući tek zahvaljujući okolnosti da su veliki efektivi Crvene armije bili vezani na području samog Staljingrada. Ta će presudna bitka, nakon dugotrajnih priprema na obje strane, početi u kolovozu 1942. god. Situacija na frontu će se definitivno preokrenuti u korist Sovjeta početkom 1943. godine kada su se Nijemci nakon neuspjeha u bitki za Staljingrad korak po korak počeli povlačiti prema Njemačkoj; poraz u velikoj bitki kod Kurska u ljetu 1943. god. nagovijestit će propast moćnog Wehrmachta.

#### Ulazak SAD u rat
Od samog početka rata američki predsjednik Franklin Delano Roosevelt nije krio svoje pro-britanske simpatije, odnosno uvjerenje kako je u američkom interesu da sile Osovine budu poražene. No, direktno uključivanje u rat onemogućavalo je uglavnom izolacionističko raspoloženje američke javnosti, odnosno mišljenje kako se Amerikanaca pitanje kontrole nad Europom i ostatkom Starog svijeta ne tiče.
Roosevelt je, s druge strane, koristio svoje predsjedničke ovlasti da bi Britaniji pomagao na svaki način osim vojnom intervencijom. Britanci su dobivali izdašnu vojnu pomoć, a njihove narudžbe dovele su do postupnog procvata američke vojne industrije. Roosevelt je SAD u rat nastojao uvući tako što je slao američke ratne brodove da prate konvoje s američkom robom za Britaniju i tako provociraju sukobe s njemačkim podmornicama u Atlantiku.
No u jesen 1941. prava je kriza nastala na Pacifiku, umjesto Atlantiku. Japan je godinu dana ranije, koristeći zauzetost zapadnih sila, okupirao Indokinu, dotada pod vlašću vichyjevske Francuske, te tako stekao vrijedan izvor sirovina. Zauzimanjem francuske Indokine blokirao je Japan važan pravac za dopremu američke vojne pomoći Kini, s kojom je Japan bio u teškom Drugom kinesko-japanskom ratu koji je trajao još od 1937. godine. Nastojeći kompenzirati sada još teže stanje Kine izložene japanskoj agresiji, SAD su svoje već postojeće trgovinske sankcije protiv Japana odlučile od 1. srpnja 1941. godine proširiti na potpuni naftni embargo, koji je doista mogao ugušiti japansko gospodarstvo i onemogućiti daljnju agresiju Japana na Kinu. Suočena s krizom, japanska vlada odlučila je vojnom akcijom zauzeti Nizozemsku Istočnu Indiju, gdje su postojali znatni izvori nafte.
Poduzimanje takve akcije - koja će započeti 1 dan nakon što će Japan napasti Pearl Harbor - za sobom povlačila očitu opasnost od izbijanja oružanog sukoba s Velikom Britanijom i SAD. Američka je vlada, kao dodatno upozorenje da neće trpjeti širenje japanskog imperija daljnjim ratnim aktivnostima, bila premjestila veći dio svoje Pacifičke flote iz San Diega u bazu Pearl Harbor na Havajima.
To je premještanje glavnih snaga američke ratne mornarice bliže japanskim bazama međutim dalo japanskim planerima sjajnu priliku da osmisle akciju koja je na samom početku trebala ostvariti japansku premoć na Pacifiku i omogućiti neometana osvajanja po ostatku Azije. Dana 7. prosinca izvršila je japanska mornarica veliki napad na američku vojnu bazu u Pearl Harboru na otočju Havaji – dakle na teritoriju SAD. U napadu japanskih mornaričkih aviona bio je potopljen, odnosno oštetećen veliki broj američkih brodova i aviona. Taj je napad, izveden bez formalne objave rata, izazvao veliki bijes američke javnosti te otklonio sve sumnje oko toga trebaju li se SAD aktivnije uključiti u događaje u svijetu.
Istodobno su Japanci napali američke snage na Filipinima (oko 20 tisuća Amerikanaca i oko 4 puta toliko lokalnih filipinskih snaga), koje će se, odsječene od potpore iz SAD, slomiti nakon nekoliko mjeseci. Isto se dogodilo s Indonezijom (tj. Nizozemskom Istočnom Indijom, koju je Japan napao dan nakon napada na američku flotu u Pearl Harboru, te je kampanja radi njenog zauzimanja trajala od 8. prosinca 1941. do 9. ožujka 1942. godine.
Dan prije napada na Pearl Harbor Sovjeti su pokrenuli jednu od svojih prvih velikih ofenziva. Ona je ne samo odbacila Nijemce od Moskve nego im nanijela i velike gubitke, srušivši tako mit o nepobjedivosti Wehrmachta. Dok se sve to događalo, Hitler je smatrao kako bi pritisak na istočnom frontu mogao smanjiti ulaskom Japana u rat protiv SSSR-a. U tu svrhu Njemačka je formalno objavila rat SAD-u, ali je, na Hitlerovo veliko razočaranje, Japan održao neutralnost u odnosu na SSSR - te nije sve do kraja rata napadao čak niti brodove iz (s Japanom zaraćenog) SAD-a prevozili vojnu i gospodarsku pomoć SSSR-u.

## Tijek rata godine 1942.

#### Snage Osovine u ofenzivi
Ulazak SAD, sa svojim ogromnim ljudskim, materijalnim i industrijskim resursima, predstavljao je veliko olakšanje za Britaniju i SSSR, ali je trebalo vremena da se svi ti resursi mobiliziraju i počnu efikasno koristiti. U međuvremenu su Sile Osovine na različitim bojištima nastavile bilježiti uspjehe.
Najspektakularniji su bili oni na Pacifiku. Japanci su uspjeli osvojiti Malaju te 15. veljače prisiliti na predaju veliki britanski garnizon u Singapuru, što je predstavljalo jedan od najsramotnijih poraza u britanskoj povijesti. Slično je bilo s Filipinima, Nizozemskom Istočnom Indijom - japanskim snagama je trebalo oko 3 mjeseca da uz 957 poginulih japanskih vojnika savladaju početkom 1942. god. nizozemske snage od oko 40.000 ljudi - Središnjim Pacifikom te Burmom. Daljnje japansko napredovanje preko Nove Gvineje do Australije zaustavljeno je tek pomorskom Bitkom u Koraljnom moru iz svibnja 1942. Nešto kasnije u bitci kod Midwaya zaustavljen je još jedan japanski pokušaj daljnjeg osvajanja, pri čemu je potopljeno nekoliko japanskih nosača aviona sa stotinama elitnih pilota.
Na istočnom frontu sovjetska zimska ofenziva zastala je na proljeće, dijelom zahvaljujući Hitlerovoj zapovijedi da se ne odstupa ni milimetar, a prekršitelji najstrože kažnjavaju. Novi sovjetski pokušaj ofenzive u svibnju je doveo do katastrofalnog poraza u Drugoj bitci za Harkiv. Time su Nijemcima olakšani uvjeti za započinjanje velike ljetne ofenzive kojoj je, ovoga puta, cilj bio ograničen na Kavkaz i tamošnja naftna polja, odnosno eventualno izbijanje na Bliski istok. Ofenziva koja je započela u lipnju izazvala je sovjetsko povlačenje, no rasulo iz godine 1941. nije se ponovilo. Sovjeti su s vremenom bili u stanju usporiti njemačko napredovanje, a dodatni problem predstavljalo je razdvajanje njemačkog nadiranja na dva pravca – jedan prema Zakavkazju, drugi u smjeru Staljingrada, industrijskog središta na rijeci Volgi. Shvaćajući stratešku važnost Staljingarada, Sovjeti su ga odlučili odlučno braniti, što je dovelo do staljingradske bitke.
Njemačko zapovjedništvo nadalo se prodrijeti na Bliski istok i s južnog pravca zahvaljujući novoj Rommelovoj ofenzivi kojom su britanske snage teško poražene u bitci kod Bir Hakeima i prisiljene na povlačenje iz Libije u dubinu egipatskog teritorija. Rommel se nadao zauzeti Aleksandriju, izbiti na Sueski kanal te se poslije spojiti s njemačkim snagama na Kavkazu, odnosno japanskim u Indiji. Taj ambiciozni plan sredinom ljeta je zaustavila loša logistika - linije opskrbe osovinskih snaga su se izrazito razvukle, te ih postojeći kamioni nisu mogli kvalitetno pokriti - te reorganizirana britanska obrana pod zapovjedništvom generala Bernarda Montgomeryja koja je Rommelovo napredovanje konačno zaustavila u bitci kod Alameina.
U međuvremenu se, u skladu sa zaključcima konferencije u Wanseeu u siječnju, na teritorijima pod vlašću Njemačke i njenih satelita počelo provoditi tzv. Konačno rješenje židovskog pitanja, danas poznatije pod nazivom Holokaust.

#### Prekretnice
Sredinom 1942. SSSR se ponovno našao u teškoj situaciji: Nijemci su posve uništili snage Crvene armije na Krimu, te nanijeli strašne poraze sovjetskim snagama u preostalom dijelu Južne Rusije, izbivši na Kavkaz. Crvena Armija i dalje trpi strahovite gubitke, te će tijekom 1942. godine izgubiti čak preko 44 posto personala (1,7 milijuna mrtvih, 368 tisuća nestalih; tu nisu uračunati oni sovjetski vojnici koje je masovno strijeljala sama Crvena Armija - takvih je u II. svjetskom ratu bilo prema službenim podatcima 994,3 tisuće - niti oni koji su zbog invaliditeta bili otpušteni iz vojne službe). Međutim ima Sovjetski Savez stanovništvo od skoro 200 milijuna ljudi, a vlast je dovoljno čvrsta da i nadalje uspješno provodi mobilizaciju za vojsku. Nakon što je 1941. godine veliki dio industrije pred okupatorima uspješno evakuiran u istočne dijelove zemlje, te je održana industrijska proizvodnja koja je između ostalog uključivala proizvodnju 6.274 tenkova (uz gubitak od čak 23.800 tenkova, tijekom iste 1941. godine), u 1942. godini se ratna proizvodnja zahuktala, te je SSSR proizveo čak 24.600 tenkova  - čak četverostruko više od proizvodnje njemačkih (doduše kvalitetnijih) tenkova. Obnovi sovjetske proizvodnje - često u tvornicama koje su u cijelosti preseljene na nove lokacije u azijskom dijelu SSSR-a - izrazito je pomogla obilna američka pomoć u strojevima i važnim materijalima. Zahvaljujući potpunoj mobilizaciji gospodarstva i ljudstva za vojne potrebe, krajem 1942. godine je brojnost sovjetskih vojnih snaga prešla 6 milijuna pripadnika - znatno više od 3,5 milijuna ljudi koje je na istočnom frontu uspjeli poslati Njemačka, Italija, Rumunjska, Mađarska i drugi manji saveznici.
U cjelini je Sovjetski Savez zacijelo bio nedovoljno jak da se bez pomoći zapadnih saveznika obrani od Njemačke koja je u svoj ratni napor bila uključila praktično čitavu preostalu Europu. Ocjena najinformiranijih pripadnika sovjetskog vrha bila je da bi bez savezničke pomoći nesumnjivo izgubili rat - takvu ocjenu samog Staljina i svoje slaganje s njom prenosi Nikita Hruščov u svojim memoarima. Zbog njemačkog zauzimanja najplodnijih područja Sovjetskog Saveza na početku rata i izdvajavanja velikog dijela vozila (85%), konja (60%) i radne snage za ratne potrebe, poljoprivredne površine u obradi su u SSSR-u smanjenje sa 150 milijuna hektara 1940. na 108 milijuna hektara 1941., a i urodi su opali, te je civilno stanovništvo dobivalo u najboljem slučaju oko pola hrane u odnosu na predratna racioniranja (Sovjetski Savez, u svojoj preokupiranosti proizvodnjom za vojne potrebe, nikada nije uspio proizvoditi količine hrane koje bi bile dostatne za opskrbljivanje stanovništva bez ograničavanja potrošnje). Kada je njemačka vojska 1942. godine na putu prema Kavkazu (zapravo, prema tamošnjim izvorima nafte) zauzela najplodnija preostala poljoprivredna zemljišta na jugu Rusije, situaciju s prehranom je bitno pomogao uvoz konzervirane hrane iz SAD-a. Bez tkanina uvezenih sa Zapada definitivno ne bi bilo moguće osigurati dovoljno odjeće za vojsku, a zbog vrlo smanjenog uzgoja stoke moralo se uvoziti kožu i obuću. Neke od ključnih potreba za ratnu proizvodnju SSSR uopće ne bi mogao osigurati bez pomoći sa Zapada: ukupno će u ratu SSSR osigurati iz tog izvora 57,8 posto potreba za avionskim gorivom, 53 posto svih eksploziva, te gotovo polovicu ukupne potrebe za bakrom, aluminijem i gumama za vozila. Od početka do kraja rata najveću pomoć u SSSR je poslao SAD, ukupno u vrijednosti 11,3 milijardi dolara (što odgovara 180 milijardi USD, prema cijenama iz 2020. god.), u čemu 400 tisuća motornih vozila, 14 tisuća aviona i 13 tisuća tenkova.
U operacijama pokrenutima u proljeće 1942. godine bila je očita njemačka namjera da preuzme kontrolu nad presudno važnom proizvodnjom nafte u sovjetskom Azerbejdžanu, te izbacivanje SSSR-a i Velike Britanije iz Irana, gdje su te dvije sile od ljeta 1941. god. s relativno manjim snagama kontrolirale bogate iranske izvore nafte - odakle je (preko Turske) Njemačka ranije mogla nabavljati naftu. U teškoj situaciji u kojoj se SSSR ponovo našao pod njemačkim udarom, Staljin je od zapadnih saveznika zahtijevao otvaranje tzv. drugog fronta u Zapadnoj Europi s ciljem rasterećenja Crvene armije. Američki vojni krugovi također su se zalagali za takav plan iz političkih razloga, nastojeći da rat u Europi bude što kraći, odnosno da se mogu obračunati s Japanom. Churchill je, pak, smatrao kako do otvaranja drugog fronta treba doći na obalama Mediterana koje je on nazivao "mekim trbuhom" Hitlerove Europe. Propast kanadskog prepada na Dieppe u lipnju je Amerikance uvjerila u snagu njemačke obrane na atlantskim obalama, te su prihvaćeni Churchillovi argumenti.
Iako su Rommelove osovinske snage u Sjevernoj Africi dugo vremena bile brojčano, tehnički i logistički inferiorne Britancima stacioniranima u Egiptu, a Britanska ratna flota je ostvarila nadmoć i na Mediteranu pred obalama Sjeverne Afrike, tek je general Bernard Montgomery uspio tu nadmoć iskoristiti za jednostavan plan koji je 23. listopada doveo do početka bitke kod El Alameina. Rommelove i Talijanske snage teško su poražene i natjerane na povlačenje koje će postupno dovesti do gubitka Libije. Zato se ta bitka smatra prvom prekretnicom Drugog svjetskog rata.
U međuvremenu su osovinske pozicije 4. studenog 1942. god. dodatno oslabljene operacijom Torch, anglo-američkim iskrcavanjem na obale Maroka i Alžira, koji su bili pod kontrolom vichyjevske Francuske. Nakon kraćeg otpora vichyjevske su se snage predale, odnosno prešle na stranu Saveznika, ali je daljnje napredovanje u Tunis zaustavljeno zbog iskrcavanja njemačko-talijanskih pojašanja te lošeg vremena. Bez obzira na to, uspjeh složene amfibijske operacije pokazao je kako su Saveznici sličan pothvat u stanju ponoviti drugdje, tjerajući Hitlera da na račun istočnog fronta šalje trupe na zapad radi obrane europskih obala. Zato se Torch naziva drugom prekretnicom drugog svjetskog rata.
Najvažnija prekretnica ipak se dogodila na istočnom frontu, gdje su ulične borbe u Staljingradu bile toliko iscrpile njemačko ljudstvo da je njemačko zapovjedništvo bilo prisiljeno popunjavati bočne linije nešto slabijim trupama svojih saveznika, Rumunjske, Mađarske i Italije. To je sovjetskoj vrhovnoj komandi (Stavka) dalo sjajnu priliku da dvostrukim bočnim udarom 19. studenog te linije probije i u Staljingradu opkoli 6. armiju generala Friedricha Paulusa. Pokušaji da se obruč probije i opkoljena armija izbavi nisu uspjeli, pa su se 1. veljače 1943. njeni ostaci predali, označivši najveću katastrofu u dotadašnjoj njemačkoj vojnoj povijesti.
Poraz kod Staljingrada Nijemce će natjerati i na povlačenje s Kavkaza, ali je imao i ozbiljnije političke posljedice. Uništenje vojski na Istočnom frontu je vladajuće krugove Rumunjske, Mađarske, pa i Italije, natjeralo da razmišljaju o napuštanju Njemačke i priklanjanju Saveznicima prvom povoljnom prilikom.
Prekretnica se dogodila i na Pacifiku, nakon što su 2. kolovoza 1942. američki marinci izvršili desant na strateški važan otok Guadalcanal na Solomonskim Otocima. Japanci su ih odatle pokušali otjerati vlastitim desantom što je dovelo do šestomjesečnih žestokih borbi na kopnu, moru i zraku. Iako su obje strane pretrpjele ogromne gubitke, Amerikanci su ih lakše nadoknađivali te su se Japanci početkom veljače 1943. povukli, označivši uspjeh prve velike savezničke ofenzive na tom ratištu.

## Tijek rata godine 1943.

#### Slom snaga Osovine u Sjevernoj Africi
Savezničkim snagama u Sjevernoj Africi Tunis je, nakon relativno lakog zauzimanja Alžira i Maroka, predstavljao veliki problem, što zbog lošeg vremena, što zbog teškog planinskog terena koji je vješto koristila njemačko-talijanska ekspedicijska armija kojima je zapovijedao generalo Hans-Jürgen von Arnim. Saveznici su dodatni problem imali u slaboj koordinaciji između britanskih, američkih i francuskih kolonijalnih trupa. Još veći problem bilo je neiskustvo američkih snaga koje je 19. veljače došlo do izražaja u bitci kod Kasserinea prilikom koje je Rommel uspio probiti američke položaje i izazvati panično povlačenje koje je zaustavljeno tek krajnjim britanskim naporima.
No taj Rommelov uspjeh nije mogao biti iskorišten jer je u Tunis s juga, iz Libije, prodirala britanska Osma armija na čelu s Montgomeryjem. Dana 6. ožujka Montgomery je Rommela porazio u bitci kod Medenina, a 17. ožujka započeo je pustinjskim manevrom zaobilaziti utvrđenu Marethsku liniju na tuniško-libijskoj granici. Uspješan proboj tih položaja zapečatio je sudbinu osovinskih snaga u Tunisu, jer nisu imale dovoljno ljudstva ni materijala kako bi se oduprle savezničkim ofenzivama iz dva pravca.
Iako su pojedini osovinski komandanti tražili dozvolu za evakuaciju, Hitler je to odbio iz političkih razloga, plašeći se dodatne demoralizacije nakon staljingradske katastrofe. Evakuacija je s vremenom postajala sve teža, isto kao i opskrba trupa zbog sve očitije pomorske nadmoći Saveznika u Mediteranu. 14. svibnja posljednji su se ostaci osovinskih snaga predali, označivši konačni kraj rata u Sjevernoj Africi.
Desant na Sjevernu Afriku među osovinskim je snagama potakao strah od eventualnog savezničkog iskrcavanja na druge dijelove Sredozemlja. Zato su poduzete mjere za jačanje obrane na tom području – višijevska je Francuska okupirana, nakon čega se njena flota u Toulonu samopotopila kako ne bi pala u ruke Nijemcima. Na Balkanu, gdje se razgranao široki partizanski pokret, pokrenute su ofenzive u cilju njegova gušenja, pogotovo u Jugoslaviji gdje su pokušaji uništenja Titovih partizana doveli do bitaka na Neretvi i Sutjesci, uz angažman nekoliko njemačkih i talijanskih divizija.
Krajem 1943. godine zračne snage SAD pokreću kampanju masovnog bombardiranja Japana. Nakon što je od 1942. godine s britanskog tla započeta ozbiljna aktivnost strateškog bombardiranja Njemačke i drugih područja Europe, radi nanošenja štete industrijskim, prometnim i vojnim kapacitete Njemačke i Italije, kao drugih zemalja pod njemačkom okupacijom; od druge polovine 1943. godine ta bombardiranja ostvaruju snažan učinak. Na osobitoj meti su bile njemačke tvornice u proizvodnji i preradi metala, koje su od druge polovine 1943. godine izgubile približno pola kapaciteta. Tvornice u Njemačkoj i okupiranim zemljama su ipak uspjele obnoviti proizvodnju na bolje zaštićenim lokacijama i čak povećati proizvodnju, ali se pokazalo da za razliku od tvornica SAD-u i SSSR-u nisu u dovoljnoj mjeri tehnološki pripremljene za ulazak u masovnu proizvodnju; sve ako je kvaliteta njihovih proizvoda općenito bila veća od američkih i sovjetskih. Stoga porast njemačke ratne proizvodnje nije bio ni blizu rastu proizvodnje u tvornicama za proizvodnju krupnih strojeva dizajniranima na principu tekuće trake u SAD i Sovjetskom savezu. Najveći efekt na njemačke ratne sposobnosti je naposljetku ostvaren pomorskom blokadom, te bombardiranjem naftne industrije i zaliha, koje je jako otežalo funkcioniranje vojnih snaga i industrije Sila Osovine; 1943. godine će Njemačka imati na raspolaganju 2 puta manje naftnih derivata od Britanskog Carstva, 2 i pol puta manje od Sovjetskog saveza, te čak 26 puta manje od SAD. Situaciju Njemačka nije uspjela bitno popraviti ni svojom značajnom proizvodnjom sintetičkih naftnih proizvoda, uglavnom iz ugljena: pogoni za proizvodnju sintetičkog goriva bit će izloženi opetovanim savezničkim bombardiranjima.

#### Treća bitka za Harkiv, veljača i ožujak 1943.
U međuvremenu su se sile Osovine mogle utješiti djelomičnim uspjehom nove njemačke ofenzive na istočnom frontu u veljači i ožujku 1943., tijekom koje su Sovjeti odbačeni iz područja Harkiva koji su bili oslobodili početkom godine. To je Wehrmachtu povratilo optimizam, odnosno potaklo planove za još jednu veliku ljetnu ofenzivu iste 1943. godine, dok su Sovjeti odlučili zaustaviti daljnje napade i posvetiti se konsolidaciji svojih redova. To je dovelo do relativnog zatišja na istočnom frontu koje će trajati nekoliko mjeseci.

#### Bitka kod Kurska
Kurska bitka (5. srpnja – 23. kolovoza 1943.) uslijedila je između sovjetskih i njemačkih snaga početkom ljeta 1943. godine. To je najveća tenkovska bitka u povijesti ratovanja i najznačajnija saveznička pobjeda tijekom 1943. godine.
Namjera njemačkih kopnenih snaga (Wehrmacht) bila je razbiti središnji dio istočnog fronta, s juga obuhvatiti Moskvu i nanijeti odlučujući udarac. Njemačka ofenziva počela je 5. srpnja pod tajnim nazivom Zitadelle (tvrđava, citadela). U bitci je s njemačke strane angažirano 50 divizija (od čega 14 oklopnih i 2 motorizirane) – ukupno oko 800.000 vojnika, 2.700 tenkova i samovoznog topništva, 10.000 topova i minobacača, uz podršku oko 2.000 zrakoplova, a sa sovjetske 12 armija (od čega 2 oklopne). Rusi su imali znatnu brojčanu nadmoćnost u ljudstvu – oko 2 milijuna sovjetskih prema 800 tisuća njemačkih vojnika – i naoružanju (valja imati na umu da su njemački tenkovi, pa i avioni bili kvalitetniji) – 20.000 topova i minobacača, 920 raketnih bacača, 3.600 tenkova, uz podršku 2.400 zrakoplova. Ruske snage izvele su uspješan protunapad i do 23. kolovoza Njemačka je ofenziva slomljena: makar je Crvena Armija pretrpjela, smatra se, ukupno četverostruko veće gubitke - oko 800 tisuća mrtvih - Njemačko zapovjedništvo je prepoznalo izrazito tešku situaciju svojih snaga, te ih je od propasti spasilo povlačenjem stotinama kilometara prema zapadu. Sovjetske snage od preko milijun ljudi su potiskujući postupno njemačku zalaznicu od oko 200.000 ljudi u ofenzivi Belgorod - Harkov oslobodile od 3. do 23. kolovoza 1942. godine prostrani dio istoka Ukrajine.

#### Pad Italije
U skladu s Churchillovim strateškim zamislima, zapadni su saveznici 10. srpnja 1943. započeli Savezničku invaziju na Siciliju, što je bio prvi korak prema izbacivanju Italije iz rata. Iako su osovinske snage, pogotovo njemačke, pružale žestok otpor, brzo je postalo jasno da se moraju povući na talijansko kopno. Njemačke snage su u tome uspjele, makar uz znatne gubitke, dok je pretežni dio talijanskih snaga pao u savezničko zarobljeništvo.  U međuvremenu su svi ti događaji imali utjecaj na fašističke vođe u Rimu, koji su 21. srpnja svrgnuli i uhitili Mussolinija, a nova vlada odmah je započela tajne pregovore o kapitulaciji.
Do kapitulacije Italije je došlo 8. rujna, kada se trebalo dogoditi koordinirano veliko iskrcavanje kod Salerna. No, njemačke snage pod komandom feldmaršala Kesselringa pokazale su se kao vrlo vješte, kako u obrani od zapadnih saveznika, tako i u brzom stavljanju Italije pod okupaciju u Operaciji Osovina, gdje su zarobili glavninu oružja talijanske vojske i vrlo veliki dio njenog personala. Savezničke snage su oklijevale, te su uz pomoć talijanskih garnizona koji su se oduprli Nijemcima zauzeli samo Brindisi i otok Sardiniju, a osim što su uspostavili zrakoplovnu bazu na Visu, nisu se okoristile ni ustancima u Istri i Dalmaciji, gdje su talijanske snage ostavile veliki prostor posve slobodnim za savezničko iskrcavanje - te će Titovi partizani držati Srednju Dalmaciju oko 3 tjedna, a istarski će ustanak u vrlo brutalnim Rommelovim ofenzivama biti slomljen tek nakon oko dva mjeseca - uz posve nezainteresirano držanje Saveznika.
Mussolini je oslobođen akcijom njemačkih komandosa i postavljen na čelo kvislinške Talijanske Socijalne Republike. U međuvremenu su Nijemci, vješto koristeći planinski teren, zadržavali saveznički prodor prema Rimu te su postupno stvorili gotovo nesavladivu obrambenu liniju čiji je centar bio Monte Cassino. Oko tog mjesta mjesecima će se voditi krvave borbe, a savezničke snage će sjever Italije doseći tek 1945. god., u vrijeme kada je Crvena Armija osvajala Berlin.
Kapitulacija Italije imala je ozbiljne posljedice i na Balkanu. Dok je britanski pokušaj da iskoriste kapitulaciju talijanskog garnizona i na brzinu osvoje Dodekanez završio katastrofom, u Grčkoj i Jugoslaviji partizanima su pale u ruke velike količine oružja i opreme. Pogotovo je to imalo veliki utjecaj na Jugoslaviju, gdje su se partizanska vojska i s njom povezan politički pokret nametnuli kao glavni čimbenik u budućem poratnom uređenju zemlje.

## Tijek rata godine 1944.
U 1944. godinu ulazi Njemačka oslabljena povlačenjem Italije iz rata na njenoj strani, te s bombardiranjem oslabljenom industrijom u kontinentalnoj Europi, gdje je osobito bila pogođena opskrba naftnim derivatima. Tenkovske postrojbe koje su širile strah mogu se koristiti uz znatna ograničenja, a presudno važne zračne snage koriste se tek vrlo ograničeno. Na drugoj strani, Saveznici su u stanju na bojišta dovesti znatno brojnije postrojbe, koje opremaju industrije koje na raspolaganju imaju izdašne izvore sirovina, energije i radne snage.
Nakon što u prvoj polovini 1944. godine saveznička bombardiranja dramatično smanjuju količine naftnih derivata koje sile Osovine imaju na raspolaganju - dok je još u ožujku 1944. godine doprema nafte u njemačkoj Europskoj tvrđavi biti na razini od 927.000 tona mjesečno, do lipnja će ona biti smanjena na 472.000 tona; stoga će Luftwaffe dobivati mjesečno samo 30 tisuća tona avionskog goriva, umjesto potrebnih 160 tisuća tona – čime je taj dio njemačkih oružanih snaga bio skoro izbačen iz borbe. Do studenog 1944. god. će daljnja bombardiranja smanjiti ukupnu proizvodnju nafte koja je stajala na raspolaganje Njemačkoj na oko 100.000 tona, jako ograničavajući funkcioniranje gospodarstva i djelovanje vojnih snaga. U ljeto 1944. zapadni Saveznici su se na Dan D iskrcali u Europi, polako privodeći rat kraju; upravo u isto vrijeme Crvena armija izvođenjem Operacije Bagration napokon uspijeva rat prenijeti izvan predratnog područja SSSR-a. Rumunjska, nakon što na njen teritorij stupaju snage Crvene Armije, prelazi 23. kolovoza 1944. na stranu Saveznika, te će potom dati znatni doprinos u borbi protiv svojih dojučerašnjih saveznika na bojištima u Mađarskoj (vraćajući Transilvaniju, koja je Rumunjskoj za korist Mađarske bila oduzeta 1941. godine), Čehoslovačkoj i Austriji, uz oko 50 tisuća poginulih rumunjskih vojnika. Bugarska na stranu Saveznika prelazi 8. rujna 1944. godine. I bugarske snage će se značajno uključiti u borbe na strani Saveznika u Mađarskoj (s oko 130.000 vojnika), te u Jugoslaviji – gdje donedavni okupator Bugarska sudjeluje u potiskivanju Nijemaca iz Makedonije i Srbije, te potom s oko 300 tisuća vojnika sudjeluje u završnim operacijama prema teritoriju NDH, te nakon toga sve do granica Austrije.
Na Pacifiku, Japan pokazuje nesposobnost da se uspješno suprotstavlja odlučnoj ratnoj aktivnosti većih i industrijski višestruko snažnijih Sjedinjenih Američkih Država, te postupno gubi kontrolu nad golemim područjem koje je osvojio prethodne dvije godine ratovanja.

#### Iskrcavanje kod Anzija
Isfrustrirani uspješnim njemačkim otporom kod Monte Cassina, saveznički su zapovjednici odlučili osvojiti Rim obilaznim manevrom, odnosno iskrcavanjem trupa kod Anzija, u pozadini njemačkih linija. No, iskrcavanje, koje je otpočelo krajem siječnja, vrlo je brzo zapelo zbog logističkih problema i nesposobnosti američkog generala Lucasa. To je Nijemcima dalo dragocjeno vrijeme da dovuku rezerve i pokrenu protunapad koji je saveznike gotovo uspio baciti u more. Mostobran je očuvan, ali su saveznici odustali od namjere da ga koriste kao polazište za napad na Rim.
Monte Cassino osvojen je nekoliko mjeseci kasnije i Nijemci su konačno prisiljeni na povlačenje, što je Amerikancima omogućilo da 4. lipnja oslobode Rim. No, dotada je Churchillova mediteranska strategija bila temeljito diskreditirana i talijansko bojište izgubilo prioritet među savezničkim planerima.

#### Oslobođenje Francuske
Nakon poraznih iskustava u brdovitoj Italiji, saveznici su konačno prihvatili američko stajalište da je rat najbolje dobiti direktnim udarom u Njemačku preko ravničarske Zapadne Europe. Od kraja 1943. intenzivirale su se pripreme za veliko iskrcavanje na francusku obalu, koje je dobilo šifru Operacija Overlord. Pomorski i zračni desant bio je godinama planiran, a mjesecima uvježbavan, uz dotada neviđeni sustav dezinformacije neprijatelja.
U ranijim godinama rata, Britanci - kako bi odbili prijetnju da združene talijanske i njemačke snage zauzmu za Britansko Carstvo presudno važne Sueski kanal i Egipat, te ostvare pristup naftnim resursima na Bliskom Istoku - su bili uspješno promovirali put vojnog napredovanja preko Sredozemlja, kojega je Winston Churchill nazvao "mekim trbuhom" Sila Osovine. Sovjetski Savez je inzistirao da se glavne snage zapadnih saveznika iskrcaju preko Kanala La Manche - koja će odluka na putu mogućem prodoru glavnine zapadnih snaga na teritorij Poljske ostaviti cjelokupni teritorij Njemačke. Sovjetski Savez pritom uopće nije skrivao pretenzije da sebi pripoji polovicu teritorija Poljske kojega je bio zauzeo još 1939. godine u suradnji s Njemačkom slijedom Sporazuma Pibbetrop-Molotov, a u travnju 1943. god. je prekinuo diplomatske odnose s izbjegličkom vladom Poljske u Londonu (koja je u tom trenutku imala preko 200 tisuća vojnika u svojim postrojbama raspoređenim na frontovima zajedno s postrojbama zapadnih saveznika) i uspostavio strukturu predviđenu za zavođenje komunističke vlasti na preostalom teritoriju Poljske. Raspoložive savezničke snage na Sredozemlju nisu se iskrcale u Grčkoj ili na istočnoj obali Jadrana odakle bi mogli krenuti prema prostoru Jugoistočne i Srednje Istočne Europe - nego je u Operaciji Dragun 15. kolovoza 1944. god. skoro 600 tisuća savezničkih vojnika iskrcano na jug Francuske. Spremnost vlada Rumunjske i Bugarske da prijeđu na stranu Saveznika je u toj situaciji iskoristio Sovjetski Savez uzevši bez borbi te dvije zemlje pod svoju kontrolu, a britanske snage su Grčku - s manjim vojnim efektivima i u suradnji s lokalnim partizanima - zauzele u listopadu 1944. god., u vrijeme kada su se njemačke snage od tamo i bez borbi već krenule evakuirati (Operacija Manna). Spremnost vrha NDH da u tzv. Uroti Lorković-Vokić potpomognu iskrcavanje saveznika na Istočnoj obali Jadrana, nakon odluke da se anglo-američke snage iskrcaju u Francuskoj - nije naišla na odziv kod zapadnih saveznika. Na Moskovskoj konferenciji održanoj između Staljina i Churchilla 9.-19. listopada 1944. god. je započeta podjela interesnih sfera između SSSR-a i zapadnih Saveznika, koja će istočnoeuropske zemlje u kojima nije bilo komunističke revolucije predati kontroli komunističkog SSSR-a, bez da se te zemlje išta pitalo.
Opsežno planiranje, izgradnja snažne opskrbe i uvježbavanje urodili su plodom kada je 6. lipnja – datum koji će u povijest ući kao Dan D – izvršena dotada najveća amfibijska operacija u povijesti. Savezničke snage iskrcale su se na širokom frontu u Normandiji, umjesto kod Doverskih vrata gdje su ih Nijemci bili očekivali. Iako su Nijemci na sve moguće načine pokušali saveznike baciti u more, mostobran se postupno širio. Nakon mjesec i pol dana krvavih i žestokih borbi, Amerikanci su uspjeli izvršiti proboj i poduzeti veliki obuhvatni manevar. Hitlerovo uporno odbijanje da izda zapovijed za povlačenje dovelo je do opkoljavanja i uništavanja njemačkih snaga kod Falaisea.
Istovremeno s iskrcavanjem u Normandiji izvršen je i desant na južnu obalu Francuske, pod kodnim imenom Operacija Dragun: među ondje iskrcanim savezničkim trupama su bile i snage Slobodne Francuske s oko 260.000 ljudi, od kojih su približno polovica bili domorodački vojnici iz francuskih kolonija; iskrcan je tada u Provansi još otprilike toliki broj američkih vojnika. Nijemci su počeli povlačenje iz Francuske koje se vrlo brzo pretvorilo u paniku i rasulo. General de Gaulle u tim je danima uspješno ishodio da njegov pokret Slobodnih Francuza postane legitimna vlada oslobođene Francuske i izbjegne savezničku okupacijsku upravu. 24. kolovoza, nakon oslobođenja Pariza, to je i potvrđeno.
Duboko uvjereni da će rat moći završiti do Božića, saveznici su se odlučili za riskantni plan zračnog desanta u južnoj Nizozemskoj, kojemu je cilj bilo osvajanje mostova preko Rajne. Taj plan, prozvan Operacija Market Garden, 17. rujna doveo je do velikog zračnog desanta, pri čemu su britanski padobranci kod Arnhema stjecajem okolnosti naletjeli na elitne njemačke jedinice. Rezultat toga bila je arnhemska bitka u kojoj su Britanci desetkovani, a Nijemci stekli jednu od posljednjih velikih pobjeda u ratu.

#### Značajno uključivanje Titovih partizana u planove saveznika
Nakon što su u svibnju 1943. god. zapadni saveznici suglasili sa Sovjetskim prijedlogom da prema granicama Njemačke krenu invazijom na Francusku (odluka koja će potom niz zemalja istočno od Njemačke desetljećima ostaviti pod kontrolu SSSR-a), oni su zapravo preko volje početkom rujna 1943. god. prihvatili kapitulaciju Italije - čiji je najveći dio teritorija s relativno manjim snagama potom okupirala Njemačka u Operaciji Osovina. Krajem 1943. godine su oni uspostavili snažniji konkakt s Titovim partizanima - i s njima zajednički uspostavili značajno uporište na otoku Visu - te im počeli dopremati vojnu pomoć, koja je od početka 1944. godine postala vrlo značajna. U situaciji kada su zapadni saveznici već odlučili glavno težište svojega djelovanja s mediteranskog područja prebaciti na sjever Francuske (što će biti držano tajnim sve do Dana D u lipnju 1944. godine), nastoje oni ojačati jugoslavenske partizane kako bi primorali Nijemce da istočno od Jadrana rasporede dodatne snage, na područje koje je ostalo praktično nebranjeno nakon pada Italije početkom rujnu 1943. godine (što britanske i američke snage uopće nisu eksploatirale, makar je Nijemcima trebalo skoro mjesec dana da uspostave kontrolu nad Dalmacijom, a skoro 2 mjeseca nad Istrom u kojoj je Rommelova ofenziva razbila hrvatske ustanike tek do 20. listopada 1943. godine). Od ožujka 1944. god. je  uspostavljen snažan britansko-američki zračni most, koji je omogućio dopremu opsežne savezničke vojne opskrbe do partizanskih postrojbi u raznim područjima.
Pokušaj učesnika "Urote" Lorković-Vokić, tj. pokušaja da se prevede NDH na stranu saveznika u vrijeme pred kapitulaciju Italije (s kojim je Ante Pavelić bio otpočetka upoznat, pa zapravo nije posve nepravilno reći da je on bio jedan od "urotnika") nailazio je na dobar odziv u oružanim snagama NDH. Premda je upravo u to vrijeme  Rumunjska prešla na stranu saveznika (23. kolovoza 1944.) i premda se na to pripremala i Bugarska (koja je 27. kolovoza bila privremeno objavila neutralnost u ratu), u situaciji kada su zapadni saveznici već bili (u svibnju 1943. godine) odlučili na invaziju Francuske - plan utemljen na pretpostavci da će britanske i američke trupe doći na područje  NDH, čije će vojne snage onemogućiti njemački otpor, zapravo nije mogao biti prihvaćen od zapadnih saveznika s kojima su sudionici tog pokušaja nastojali uspostaviti suradnju. Pavelić suradnjom s Nijemcima izvlači samog sebe iz "urote" koju su vodili njegovi najbliži suradnici, te nakon izvanredne sjednice Vlade u svojoj vili daje uhititi oko 60 vodećih urotnika.

#### Slom njemačkih istočnih saveznika
Crvena armija od Bitke kod Kurska je bila u stalnom napredovanju. U prvoj polovici 1944. godine borbe su se uglavnom vodile na sjevernom i južnom dijelu istočnog fronta, pa je tako odsječen njemački garnizon na Krimu, a Lenjingrad konačno oslobođen opsade.
Glavni i najspektakularniji udar dogodio se u lipnju, a nosio je šifru Operacija Bagration. Ta operacija koja traje od 22. lipnja do 19. kolovoza 1944. godine vremenski se - prema dogovoru sa zapadnim Saveznicima - poklapa s Operacijom Overlord na zapadnom frontu. Njime je slomljena njemačka Grupa armija Centar i oslobođena Bjelorusija – te je front nakon tri godine razornog ratovanja izmješten izvan predratnog teritorija SSSR-a. U Operaciji Bagration su Sovjeti zarobili oko 160.000 neprijateljskih vojnika, a ovaj put gubitci Crvene armije od oko 180.000 ljudi nisu bili bitno veći nego oni na njemačkoj strani - što je ukazivalo na sve višu kvalitetu sovjetskih postrojbi i vojne tehnike.
U isto vrijeme pokrenuo je SSSR i veliku ofenzivu na Finsku, čija je vlada odlučila pristati na sovjetske uvjete za primirje. Ta odluka nije značila kraj rata za Finsku. Nijemci su odmah pod okupaciju stavili sjeverni dio zemlje koji će postati poprište višemjesečnog krvavog rata između bivših saveznika.
Dva mjeseca kasnije poduzet je udar na Rumunjsku, koja će u trenutku kada je Crvena Armije probila front na rumunjskoj granici objaviti da želi promijeniti stranu u ratu. Za razliku od neodlučnih Amerikanaca i Britanaca koji su se u rujnu 1943. godine dvojili oko prihvaćanja ponude talijanskog kralja, Staljin će spremno prihvatiti ponudu rumunjskog kralja i pod svoju kontrolu staviti njegovu vojsku od oko milijun ljudi, te bez borbe izbiti na mađarsku granicu i upotrijebiti dosadašnje rumunjske neprijatelje (Rumunjska je na tlu Sovjetskog saveza pomagala Njemačkoj s više vojnika, nego svi drugi njemački saveznici zajedno) u vrlo teškim borbama u Mađarskoj.
Sovjeti su prodrli i preko bugarske granice, iako ta zemlja formalno nije objavila rat SSSR-u. Kao i rumunjska, tako se i bugarska vojska stavila na raspolaganju Sovjetima, učestvujući s oko pola milijuna ljudi u borbama protiv Nijemaca i snaga NDH na frontu u Jugoslaviji i Mađarskoj.
Dolazak Sovjeta na Balkan prisilio je Nijemce na povlačenje iz Grčke prema sjeveru. Nastali vakuum u Grčkoj nastojale su ispuniti suparničke gerilske frakcije, što je dovelo do Grčkog građanskog rata u koji su se upetljale britanske trupe na strani grčkih monarhista, a također i Bugarska i Jugoslavija koje su pomagale komunističkim gerilcima. U Jugoslaviji su u jesen Titovi partizani uz pomoć Bugarske carske vojske i Crvene armije oslobodili Beograd te se narednih mjeseci transformirali u regularnu vojsku koja je držala svoj dio fronta.
U Mađarskoj je pokušaj kapitulacije, odnosno stavljanja na stranu Saveznika, doveo do njemačke vojne intervencije protiv admirala Horthya i instaliranja fašističkog režima "Strelastih križeva" koji će provesti Holokaust među dotada pošteđenim mađarskim Židovima. Donekle slično, bit će u NDH spriječena Urota Lorković-Vokić, u kojoj se pokušalo prevesti NDH na stranu saveznika.

#### Oslobođenje Filipina
U 1943. i 1944. godini na Pacifiku glavna saveznička, odnosno američka, strategija bilo je tzv. preskakanje otoka. Ona se sastojala u tome da se prodor u dubinu područja pod japanskom kontrolom izvodi zaobilaženjem većine otočnih uporišta koja bi tom prodoru stajala na putu. Amerikanci bi se jednostavno iskrcali u pozadini tih uporišta, tamo sagradili pomorske i zračne baze, a japanske baze ispred njih bile bi podvrgnute zračnom i pomorskom bombardiranju, odnosno blokadi u cilju njihove trajne neutralizacije.
Takva je strategija donijela ploda u savezničkom sporom, ali nezaustavljivom napredovanju u Jugozapadnom, odnosno Središnjem Pacifiku. No, kako su se savezničke linije približavale Japanu, tako su rasle nesuglasice između generala Douglasa MacArthura i admirala Chestera Nimitza. Dok se Nimitz zalagao za direktan prodor prema Japanu, dotle je MacArthur, izgleda dijelom zbog svoje povrijeđene taštine, inzistirao na prethodnom oslobođenju Filipina (gdje je on bio 1941. god. zapovijedao poraženim filipinsko-američkim snagama od oko 80.000 ljudi, koje su se izolirane od podrške iz Amerike nekoliko mjeseci odupirale nadmoćnijim Japancima) na kojima su proameričke filipinske gerilske postrojbe kontrolirale pretežni dio džungle i brdskih područja - uz cijenu surovih japanskih represalija.
Na kraju je iz političkih razloga prevagnulo MacArthurovo mišljenje. U jesen su Amerikanci prikupili veliku invazijsku flotu i desantom od 20. listopada 1944. godine započeli Bitku za Filipine. Japanski pokušaj da zaustave desant doveo je do bitke u zaljevu Leyte – najvećeg i najspektakularnijeg pomorskog okršaja u ratu, nakon kojeg je japanska ratna mornarica prestala postojati kao ozbiljan faktor. Američke kopnene snage na Filipinima su, s druge strane, s japanskim garnizonima vodile žestoke borbe do samog kraja rata.

## Tijek rata godine 1945.

#### Slom Njemačke
Krajem 1944. Njemačka je ostala usamljena, bez saveznika, a i njen matični teritorij već je bio načet sa zapada i s istoka. No, Hitler je još uvijek vjerovao u uspješan završetak rata, uzdajući se u nova oružja poput raketa V-2 ili mlaznih lovaca Me-262. Kako bi stekao vrijeme da ih usavrši, naredio je veliku ofenzivu na zapadu protiv američkih položaja u Ardenima. Velika ardenska protuofenziva u potpunosti je iznenadila Amerikance i nanijela im teške gubitke, ali su njihovi položaji brzo konsolidirani uz pomoć britanskih saveznika te su Nijemci postupno potisnuti na polazne položaje. nešto manje od dva mjeseca, ofenziva njemačkih snaga koje su trpjele ozbiljnu nestašicu goriva je okončana čim se nebo krajem siječnja dovoljno razvedrilo da omogući savezničkom zrakoplovstvu da se uključi u borbu: Luftwaffe sa znatno manjim brojem zrakoplova i praktično lišen goriva nije njemačkim kopnenim snagama mogao pružiti efikasnu zračnu zaštitu.
Gubitke u Ardenima više ništa nije moglo nadoknaditi, što su odmah iskoristili Sovjeti, probivši njemačke linije u Poljskoj i približivši se samom Berlinu. U ožujku su zapadni saveznici konačno prešli Rajnu i počeli prodirati u samo srce Njemačke. Saveznici su također pokrenuli ofenzivu u Italiji, isto kao i Titova Jugoslavenska armija snažno poduprta Bugarskom vojskom i vatrenom potporom Crvene Armije.
Njemačka je vojska nakon više od pet godina doživjela potpuni slom pa su se mnoge jedinice, pogotovo na zapadu, počele predavati bez borbe, a na istoku boriti manje zato da zaustave Sovjete, a više zato da sebi daju priliku za predaju zapadnim saveznicima. 25. travnja sovjetske i američke trupe spojile su se kod Torgaua, presjekavši tako Njemačku napola. U isto vrijeme otpočela je berlinska bitka tijekom koje je Hitler izvršio samoubojstvo, a sam Berlin predao se 2. svibnja.
Nova njemačka vlada pod admiralom Dönitzom otpočela je pregovore o kapitulaciji koji su završeni 7. svibnja, a 8. svibnja objavljen je prekid neprijateljstava. U nekim dijelovima Europe, pogotovo onim istočnim, borbe su se vodile još nekoliko tjedana, ali je tog dana službeno otpočeo mir.

#### Slom Japana
U prvoj polovici 1945. godine američki su se vojnici iskrcali na otok Iwo Jimu (japanski terotorij, oko 1.200 km južno od Tokija) i nakon dugotrajnih i žestokih borbi svladali tamošnji japanski garnizon. Otok je poslije počeo služiti kao baza američkim strateškim bombarderima B-29 u njihovim napadima na ciljeve u samom Japanu. Prilikom napada korištene su i zapaljive bombe što je samo u Tokiju dovelo do 105.000 mrtvih (daljnjih milijun ljudi je ostalo bez krova nad glavom) u samo jednom osobito masovnom zračnom napadu od 10. ožujka 1945. godine.
U lipnju su se Amerikanci još više približili samom Japanu nakon iskrcavanja na japanskom otoku Okinawi. I tamo je japanski garnizon svladan - u bitci popraćenoj masovnim američkim bombardiranjem iz zraka i s ratnih brodova izgunulo je preko 100.000 japanskih vojnika, te 150.000 japanskih civila - ali uz znatne gubitke (7.000 poginulih) na savezničkoj strani. Ti su gubici uvjerili američke planere da će invazija na Japan zahtijevati vrlo veliki broj žrtava i doveli do odluke da se Japan na predaju pokuša prisiliti upotrebom novog oružja zvanog atomska bomba.
Dana 6. kolovoza na Hirošimu je bačena atomska bomba koja je izazvala dotad nezamislivo razaranje i patnje među lokalnim stanovništvom. Dok je japanska vlada pokušavala shvatiti što se dogodilo, uslijedio je još jedan šok u obliku objave rata SSSR-a. Sovjetske snage vrlo su brzo razbile japanske snage u Mandžuriji i otpočele brzo napredovati prema Koreji. 
5. travnja 1945. godine Sovjetski Savez je bio informirao Japan da razvrgava Sovjetsko-Japanski pakt o neutralnosti (nenapadanju) od 11. veljače 1941. godine. Nakon što su od veljače 1945. godine provodilo opremanje sovjetske ratne mornarice s čak 150 američkih rabljenih plovila, uz obuku 12.000 sovjetskih mornara u bazi Fort Randall na Aljaski, Sovjetski Savez je od 8. kolovoza 1945. god. pokrenuo prve pomorske operacije protiv Japana, izvršivši manje desante na Kurilskim otocima, uz tek slabi uspjeh. Nakon što je već bila bačena atomska bomba na Hirošimu, dana 6. kolovoza 1945. god. je Sovjetski Savez je sa snagom od 76 divizija kopnene vojske započeo invaziju Mandžurije; dobro pripremljena operacija je brzo potisnula japanske snage iz tog dijela Kine. Potiskujući japanske snage, Crvena armija je pod svoju okupaciju stavila sjeverne dijelove Koreje; približno današnje područje DNR Koreje.
Dana 9. kolovoza bačena je druga atomska bomba na Nagasaki (vidi Atomsko bombardiranje Hirošime i Nagasakija).
Nakon suočavanja s atomskim naoružanjem i nakon teškog poraza svojih kopnenih snaga, japanska vlada - od koje je sam japanski car Hirohito od lipnja zahtijevao da dogovori prekid rata - je shvatila da daljnji otpor nema smisla. Kako pokušaji da se započnu pregovori sa Sjedinjenim Američkim Državama o dogovaranju uvjeta predaje (Japanci, suočeni s propašću svojeg imperijalnog projekta, nadali su se da bi barem mogli dogovoriti da sam Japan ne bude vojno okupiran), te je 15. kolovoza objavljena bezuvjetna kapitulacija. Japanski Imperijalni savjet čak i nakon druge nuklearne ekslplozije koja je uništila Nagasaki 9. kolovoza 1945. god. nije izglasao bezuvjetnu predaju - kakvu su jedinu bili spremni prihvatiti Amerikanci - te je car Hirohito po prvi put u svojem životu iskoristio prerogativ da dade bezuvjetni nalog vladi: taj je bio, da mora izvršiti bezuvjetnu kapitulaciju. Protivljenje kapitulaciji u vladajućim krugovima je bilo toliko snažno, da se car narednih dana osobno morao uključiti u diplomatske aktivnosti oko predaje, tijekom kojih su Amerikanci došli do zaključka da Japanci samo kupuju vrijeme i obnovili konvencionalno bombardiranje japanskih gradova, uz tisuće mrtvih. Naposljetku je car dao objaviti putem radija snimak govora kojim objavljuje da se Japan predaje nakon što je izgubio rat kojega je on sam prije 4 godine bio protiv Velike Britanije i Sjedinjenih Američkih Država "pokrenuo kako bi osigurala opstojnost Japana i stabilizacija Istočne Azije ... ali u kojemu se događaji nisu uvijek odvijali u korist Japana, dok se opća situacija u svijetu u cijelosti razvila u za njega posve nepovoljnom smjeru". Kapitulacija Japana je formalno potpisana 2. rujna na američkom bojnom brodu USS Missouri u Tokijskom zaljevu, što je datum koji predstavlja službeni završetak drugog svjetskog rata.

## Posljedice rata

#### Gubitci
Točan broj ljudskih žrtava u ratu nepoznat je i do danas. Broj se procjenjuje na oko 55 milijuna ljudi, što je najveći broj poginulih u bilo kojem ratu do današnjice. Broj ranjenih bio je višestruko veći, što, s obzirom na tadašnji broj stanovnika planeta Zemlje, Drugi svjetski rat čini najkrvavijim sukobom u povijesti.
Rat je doveo do dramatičnih demografskih promjena u mnogim dijelovima svijeta. Cijele su etničke zajednice ili desetkovane ili prisilno raseljene. Najžalosniji su primjer tog desetkovanja i mučenja europski Židovi i Romi. Židovi koji su preživjeli holokaust uglavnom su se iselili u SAD i Aziju gdje su stvorili Izrael.
Od protjeranih naroda to su bili Nijemci s područja Istočne Srednje Europe.
I materijalni gubici bili su veliki. U ratu su nestali i mnogi dijelovi kulturne baštine, za što su najbolji primjer Varšava, koju su, nakon neuspjelog ustanka godine 1944., Nijemci u potpunosti razorili, te Dresden čiji je veći dio godine 1945. spaljen u savezničkom bombardiranju.

#### Promjene granica
Najvidljivije promjene bile su one koje su se ticale državnih granica. SSSR je u svoj sastav uveo Estoniju, Latviju i Litvu te se proširio na račun Finske, Njemačke, Poljske, Čehoslovačke i Rumunjske. Mirovnim ugovorima proširila se Poljska na račun Njemačke, odnosno Jugoslavija na račun Italije – s time da je pitanje Trsta riješeno tek 1954. godine. Kina je preuzela otok Tajvan, dok je Koreja stekla neovisnost, ali podijeljena na dvije države - ta je zemlja bila podijeljena na Sjevernu Koreju i Južnu Koreju, kao posljedicu američke i sovjetske okupacije na dijelovima njenog teritorija i potom uspostavljanja nepomirljivo različitih društvenih poredaka u te dvije okupacijske zone.
Na sličan način, Njemačka je ubrzo nakon rata podijeljena na Zapadnu Njemačku u i Istočnu Njemačku. Austrija je nakon odlaska okupacijskih vlasti povratila neovisnost i godine 1955. postala suverena i neutralna država.

#### Političke promjene
Kraj rata u Aziji prešao je iz globalnog u lokalni sukob. Nakon rata bivše kolonijalne sile u Aziji pokušale su vratiti svoja područja oružanim sukobom.
Britanija je bila iscrpljena i svim svojim kolonijama priznala je samostalnost, a Francuska je Vijetnam napustila tek 1954. Dotada je već započeo proces dekolonizacije tijekom kojeg je nastao Treći svijet.
Na mjesto u ratu iscrpljenih, poniženih i devastiranih bivših europskih sila došle su dvije velike države i vodeće industrijske sile – SAD i SSSR. Njihovo suparništvo,  djelomično motivirano borbom za prevlast u svijetu, a djelomično nesuglasicama nazvano je Hladni rat, a granica između njihovih sfera u Europi prozvana Željezna zavjesa.
U nastojanju da steknu propagandnu i drugu nadmoć nad Sovjetima, Amerikanci su u Zapadnu Europu uložili ogromna sredstva u svrhu ekonomske obnove preko tzv. Marshallovog plana. Ubrzo nakon rata počeli su prvi diplomatski koraci koji će s vremenom dovesti do stvaranja Europske unije.

#### Kulturni utjecaj
Dijelom zbog svog trajanja i dimenzija, a dijelom zbog toga što je bio prvi oružani sukob u kome su ulogu imali novi masovni mediji kao radio i film, Drugi svjetski rat na svjetsku je kulturu općenito ostavio snažan utisak koji traje i danas i koji se manifestira u dva često proturječna oblika.
U Drugom svjetskom ratu, koji je bio puno razorniji od Prvog, pojavio se i razvio pacifizam. On je nalagao izbjegavanje rata pod svaku cijenu.
Zbog sve veće upotrebe nuklearnog oružja smatra se da bi treći svjetski rat, ako bi došlo do njega, bio još razorniji i da bi prijetio uništenju ljudske vrste.
Posebno je velik zločin predstavljao Holokaust. Mnogi smatraju Holokaust težim zločinom od svih razaranja u ratu.

## Poveznice
- Hrvatska enciklopedija (LZMK): Drugi svjetski rat
- Opća i nacionalna enciklopedija: Drugi svjetski rat
- Enciklopedija.LZMK.hr: Drugi svjetski rat